# Haworthia
Haworthia és un gran gènere de petites plantes suculentes endèmiques de l'Àfrica Austral (Moçambic, Namíbia, Lesotho, Eswatini i Sud-àfrica).
Igual que els àloes, són membres de la subfamília de les asfodelòidies i generalment s'assemblen a àloes en miniatura, excepte en les seves flors, que tenen un aspecte distintiu. Són plantes populars de jardí i de testos.

## Descripció i característiques
El gènere Haworthia és un gènere de petites plantes suculentes amb fulles carnoses disposades en forma de roseta, que varien entre els 3 cm de diàmetre fins als 30 cm (excepcionalment), segons l'espècie. Aquestes rosetes solen ser sense tija, però en algunes espècies les tiges poden arribar a fer fins als 50 cm. Les inflorescències d'algunes espècies poden superar els 40 cm d’alçada. Les plantes poden créixer solitàries o poden formar masses compactes. Moltes espècies tenen fulles carnoses fermes i resistents, normalment de color verd fosc, mentre que altres són més suaus i contenen finestres epidèrmiques translúcides a través de les quals la llum solar pot arribar als teixits fotosintètics interns. Les seves flors són petites i generalment blanques. Tot i que són molt similars entre espècies, les flors de les espècies de la secció Hexangulares solen tenir estries verdes i les d'altres espècies solen tenir línies marrons a les flors. No obstant això, les seves fulles presenten àmplies variacions fins i tot dins d'una espècie. A més, quan les plantes estan estressades (per exemple, privades d'aigua), els seus colors poden canviar a vermells i porpres. En privar-los de nitrogen, generalment dona com a resultat fulles més pàl·lides.

## Distribució i hàbitat
La majoria d'espècies són endèmiques de Sud-àfrica, amb la més gran diversitat d'espècies al sud-oest del Cap. No obstant això, algunes espècies s'estenen als territoris adjacents, a Eswatini (antiga Eswatini), al sud de Namíbia i al sud de Moçambic (Maputaland). Habiten biomes molt diferents, en terrenys plans, vessants rocosos, fins a zones muntanyoses a altituds elevades.

## Nom i taxonomia
Haworthia és un gènere de la família de les Asphodelaceae, subfamília de les asfodelòidies. El gènere rep el nom del botànic Adrian Hardy Haworth. B. Bayer va reconèixer aproximadament 60 espècies en una revisió del gènere el 2012, mentre que altres taxònoms són molt menys conservadors. Els gèneres relacionats són Aloe, Gasteria i Astroloba i se coneixen híbrids intergenèrics.

### Subdivisions
La classificació de la subfamília de plantes amb flor asfodelòidies és feble i els conceptes dels gèneres no estan ben acreditats. El gènere Haworthia ha estat un gènere feble i artificiós. A causa del seu interès hortícola, la seva taxonomia ha estat dominada per col·leccionistes i cultivadors afeccionats, i la literatura està plena de malentesos sobre el que són o haurien de ser els tàxons en realitat. Estudis filogenètics recents han demostrat que les divisions tradicionals del gènere no són realment útils (es va demostrar que Hexangulares era un grup germà del gènere Gasteria, Robustipedunculares més estretament relacionat amb el gènere Astroloba i Haworthia com a grup extern relacionat amb l'Aloe). En reconeixement de la naturalesa polifilètica del gènere, Haworthiopsis i Tulista han estat separats.
Els botànics feia temps que notaven diferències en les flors dels tres subgèneres, però prèviament havien considerat que aquestes diferències eren poc importants, tot i que les diferències entre espècies del mateix subgènere definitivament ho són. Les arrels, fulles i rosetes demostren algunes diferències genèriques, mentre que es produeixen grans variacions fins i tot dins d'una espècie.

## Taxonomia
Moltes espècies de Haworthia s'han traslladat a Haworthiopsis i Tulista, en particular des de l'última actualització de The Plant List (2013), que conté unes 150 espècies de Haworthia acceptades. El nombre real i la identificació de l'espècie no estan ben establerts; moltes espècies estan llistades com a "no resoltes" per manca d'informació suficient, i la llista completa reflecteix les dificultats de la taxonomia Haworthia, incloses moltes varietats i sinònims. La World Checklist of Selected Plant Families s'ha actualitzat per excloure les espècies que ara es troben a Haworthiopsis i Tulista. Les espècies que són acceptades a partir del febrer de 2018 es nombren a continuació, on queden excloses Haworthia kingiana i Haworthia minor, situades a Tulista per altres fonts.
- Haworthia akaonii M.Hayashi – A la província del Cap Occidental
- Haworthia angustifolia Haw. – A la província del Cap Oriental
- Haworthia ao-onii M.Hayashi – A la província del Cap Occidental
- Haworthia arachnoidea (L.) Duval – A la província de Cap Occidental
- Haworthia aristata Haw. – A la província del Cap Oriental
- Haworthia bayeri J.D.Venter & S.A.Hammer – A les províncies del Cap Occidental i Cap Oriental, al Petit Karoo.
- Haworthia blackburniae W.F.Barker – A la província del Cap Occidental
- Haworthia bolusii Baker – A la província del Cap Oriental
- Haworthia caesia M.Hayashi – A la província del Cap Occidental
- Haworthia calva M.Hayashi – A la província del Cap Oriental
- Haworthia chloracantha Haw. – A la província del Cap Occidental
- Haworthia compacta (Triebner) Breuer – A la província del Cap Occidental
- Haworthia cooperi Baker – A la província del Cap Oriental
- Haworthia cymbiformis (Haw.) Duval – A la província del Cap Oriental, des de Port Elizabeth fins a East London
- Haworthia decipiens Poelln. – A les províncies del Cap Occidental i Cap Oriental
- Haworthia diaphana M.Hayashi – A la província del Cap Oriental
- Haworthia dura M.Hayashi - A la província del Cap Oriental
- Haworthia elizeae Breuer – A la província del Cap Occidental
- Haworthia emelyae Poelln. – A a les províncies sud-africanes del Cap Occidental i del Cap Oriental
- Haworthia ernstii M.Hayashi - A la província del Cap Occidental
- Haworthia floribunda Poelln. – A la província del Cap Occidental
- Haworthia fukuyae M.Hayashi – A la província del Cap Oriental
- Haworthia grenieri Breuer – A la província del Cap Occidental.
- Haworthia heidelbergensis G.G.Sm. – A la província del Cap Occidental
- Haworthia herbacea (Mill.) Stearn – A a la província del Cap Occidental
- Haworthia lockwoodii Archibald – A la província del Cap Occidental al sud-oest del Gran Karoo.
- Haworthia maculata (Poelln.) M.B.Bayer – A la província del Cap Occidental
- Haworthia magnifica Poelln. – A la província del Cap Occidental
- Haworthia maraisii Poelln. – A la província del Cap Occidental
- Haworthia marumiana Uitewaal – A les províncies del Cap Occidental i Cap Oriental
- Haworthia mirabilis (Haw.) Haw. – A la província del Cap Occidental, concretament es produeix al districte d'Overberg
- Haworthia mollis M.Hayashi – A la província del Cap Oriental
- Haworthia monticola Fourc. – A les províncies del Cap Occidental i del Cap Oriental.
- Haworthia mucronata Haw. – A la província del Cap Oriental
- Haworthia mutica Haw. – A la província del Cap Occidental
- Haworthia nortieri G.G.Sm. – A les províncies del Cap Septentrional i Cap Occidental
- Haworthia outeniquensis M.B.Bayer – A la província del Cap Occidental, concretament al municipi d'Oudtshoorn.
- Haworthia parksiana Poelln. – A la província del Cap Occidental, entre la badia de Mossel i el riu Groot-Brakrivier
- Haworthia pubescens M.B.Bayer – A la província del Cap Occidental, al sud-est de Worcester
- Haworthia pulchella M.B.Bayer – A la província del Cap Occidental
- Haworthia pygmaea Poelln. – A la província del Cap Occidental
- Haworthia regina M.Hayashi – A la província del Cap Oriental
- Haworthia reticulata (Haw.) Haw. – A la província del Cap Occidental
- Haworthia retusa (L.) Duval – A la província del Cap Occidental
- Haworthia rossouwii Poelln. – A la província del Cap Occidental
- Haworthia sapphaia M.Hayashi – A la província del Cap Oriental
- Haworthia semiviva (Poelln.) M.B.Bayer – A les províncies del Cap Occidental i Cap Septentrional
- Haworthia springbokvlakensis C.L.Scott – A la província del Cap Oriental, a l'est del Petit Karoo
- Haworthia subularis M.Hayashi – A la província del Cap Oriental
- Haworthia transiens (Poelln.) M.Hayashi – A la província del Cap Oriental
- Haworthia truncata Schönland – Al sud-oest de les Províncies del Cap
- Haworthia turgida Haw. – A l'extrem est de la província del Cap Occidental
- Haworthia variegata L.Bolus – Al sud-oest de la província del Cap Occidental
- Haworthia veltina M.Hayashi – A la província del Cap Oriental
- Haworthia villosa M.Hayashi – A la província del Cap Oriental
- Haworthia vitris M.Hayashi – A la província del Cap Occidental
- Haworthia vlokii M.B.Bayer – A la província del Cap Occidental, al Petit Karoo
- Haworthia wittebergensis W.F.Barker – A la província del Cap Occidental
- Haworthia zantneriana Poelln. – A parts meridionals de les províncies del Cap Occidental i del Cap Oriental

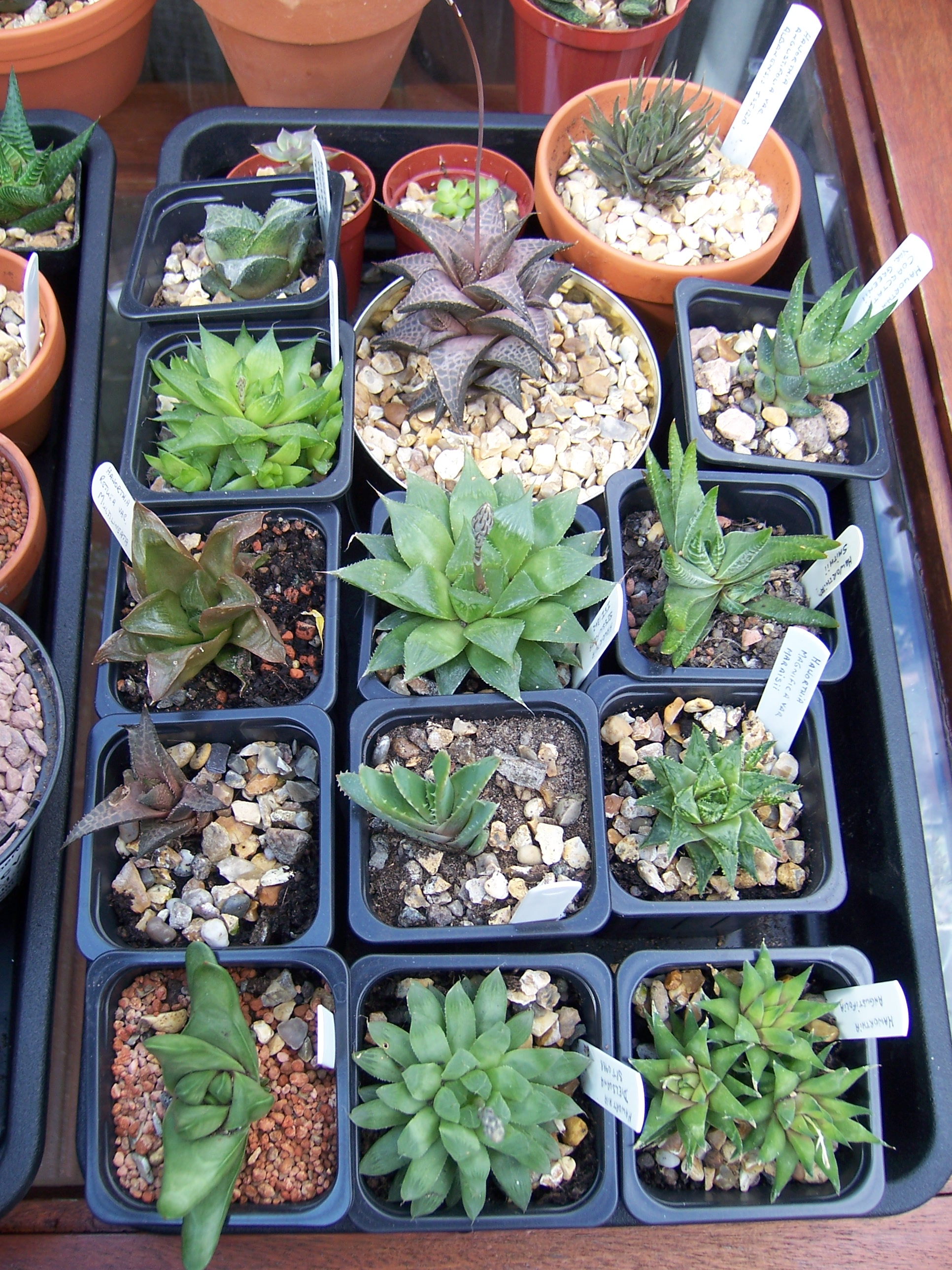
Una selecció de plantes de Haworthia en cultiu

## Cultiu
Hi ha un interès especial generalitzat per part dels col·leccionistes, i algunes espècies com Haworthia cymbiformis són plantes bastant comuns per a la llar i el jardí.
Gairebé totes les espècies de Haworthia prefereixen un sòl extremadament ben drenat (al seu hàbitat tendeixen a créixer a les sorres pobres, a les zones rocoses), i, per tant, romanen més saludables a l'ombra o semiombra. Algunes espècies com Haworthia pumila i Haworthia truncata es poden adaptar per tolerar el sol directe.
El reg depèn de l'espècie (pluviositat d'hivern o estiu), però la majoria de les espècies comunes són tolerants a diverses rutines de reg. El reg excessiu pot provocar que les arrels es podreixin. Les espècies més rares poden tenir requisits més específics. Totes les espècies de Haworthia són sensibles a les gelades i es classifiquen com a resistents a l'hivern a la zona 10 de l'USDA.

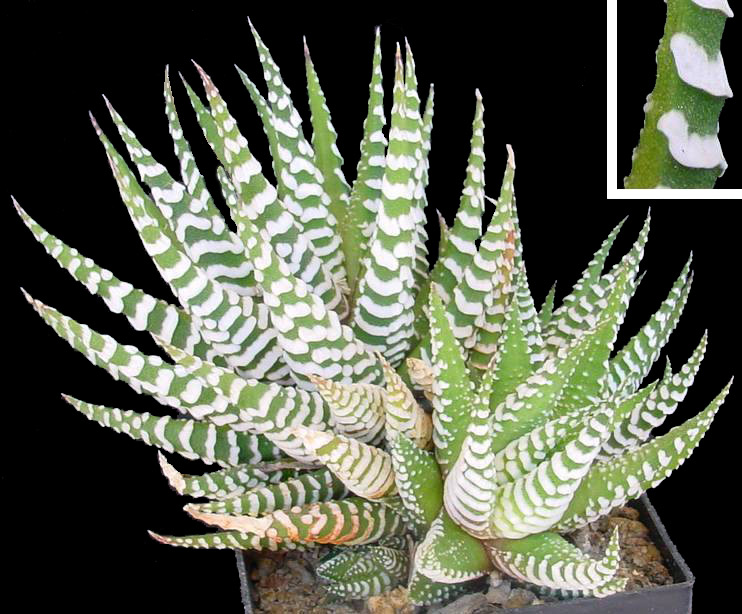
Haworthia attenuata amb un fillol. Detall de la fulla.

Les espècies de Haworthia es reprodueixen tant per mitjà de llavors com a través de brots o per fillols. Algunes espècies o clons poden tenir més èxit o rapidesa en la producció de fillols, i aquestes cries s'eliminen fàcilment per produir noves plantes un cop s'ha desenvolupat un important sistema radicular a la branca. De manera menys fiable, les plantes també es poden propagar mitjançant esqueixos de fulles i, en alguns casos, mitjançant cultius de teixits.

## Galeria d'identificació

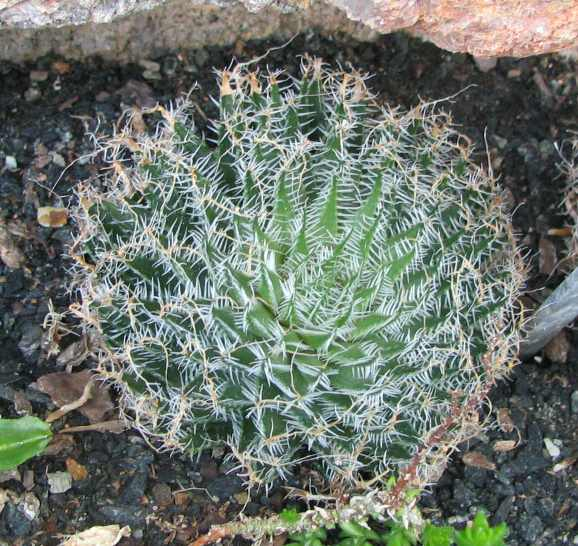
Haworthia arachnoidea té nombroses fulles de color verd fosc, que no presenten puntes translúcides i tenen una densa xarxa d'espines peludes.
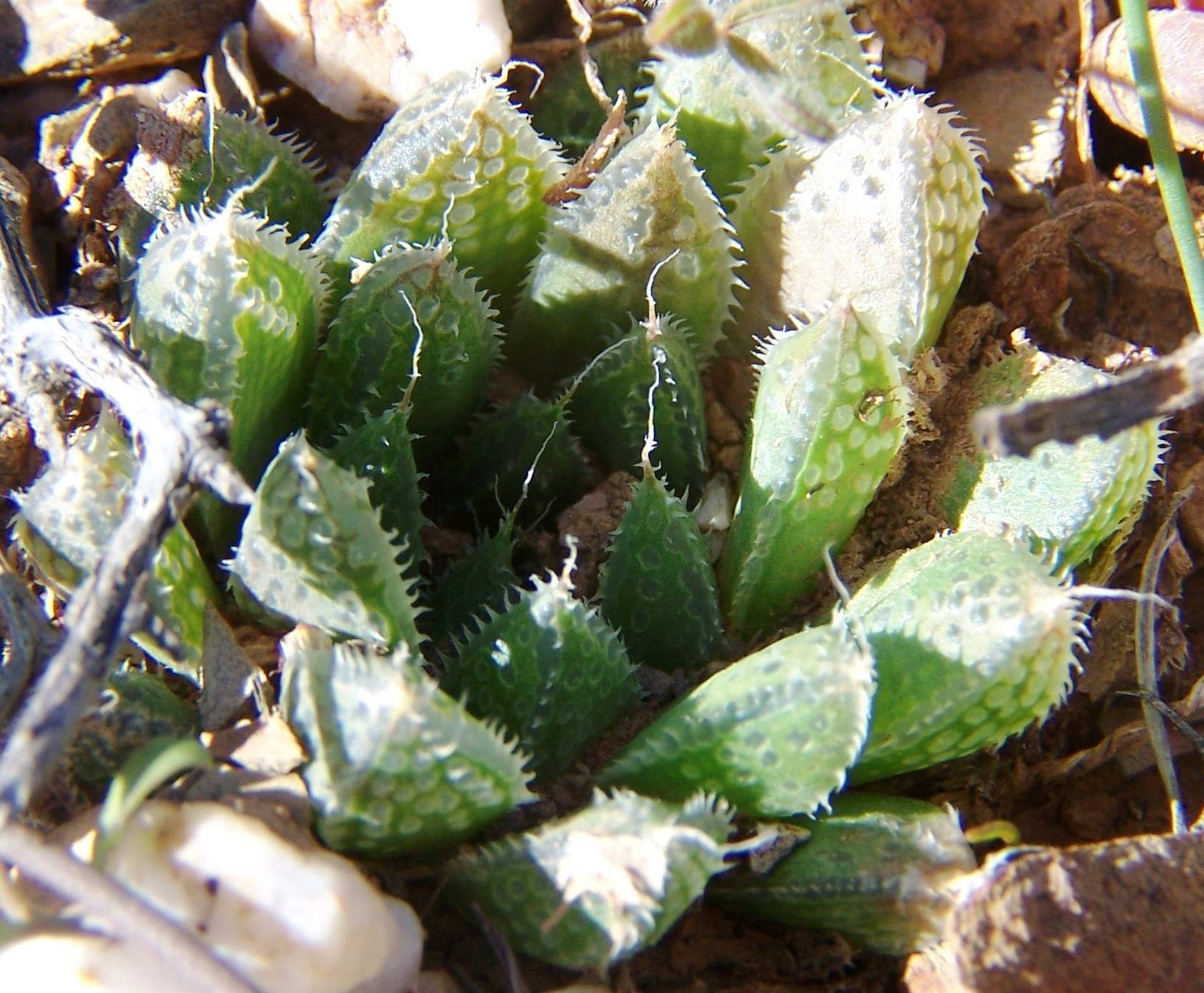
Haworthia nortieri, de l'extrem nord-oest del Cap Occidental, té fulles opaques, cobertes de taques ovalades i transparents.
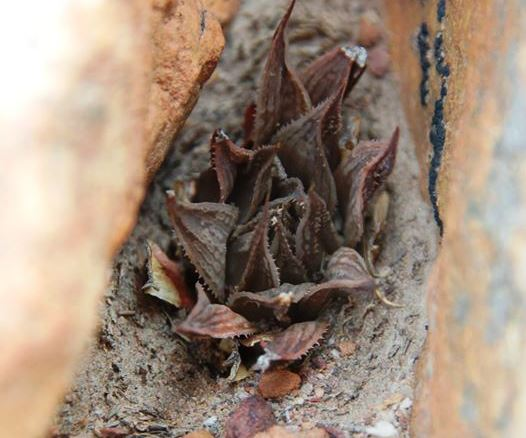
Haworthia maculata, amb fulles distintives de color vermell porpra, taques, normalment erectes, amb petites truges als marges i les quilles.
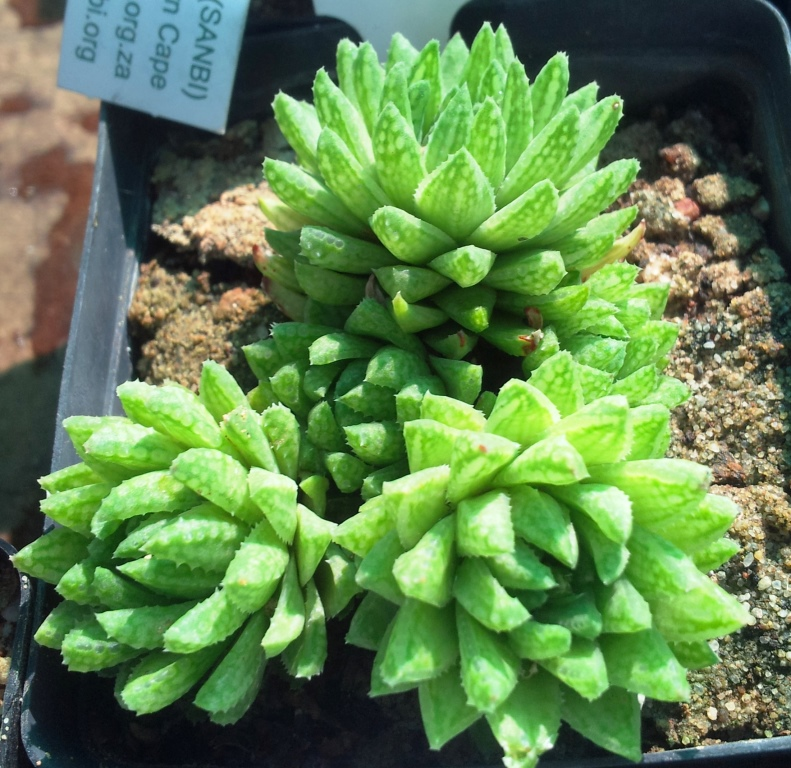
La molt prolífera Haworthia reticulata, té unes dents diminutes i un patró reticulat a les seves fulles.
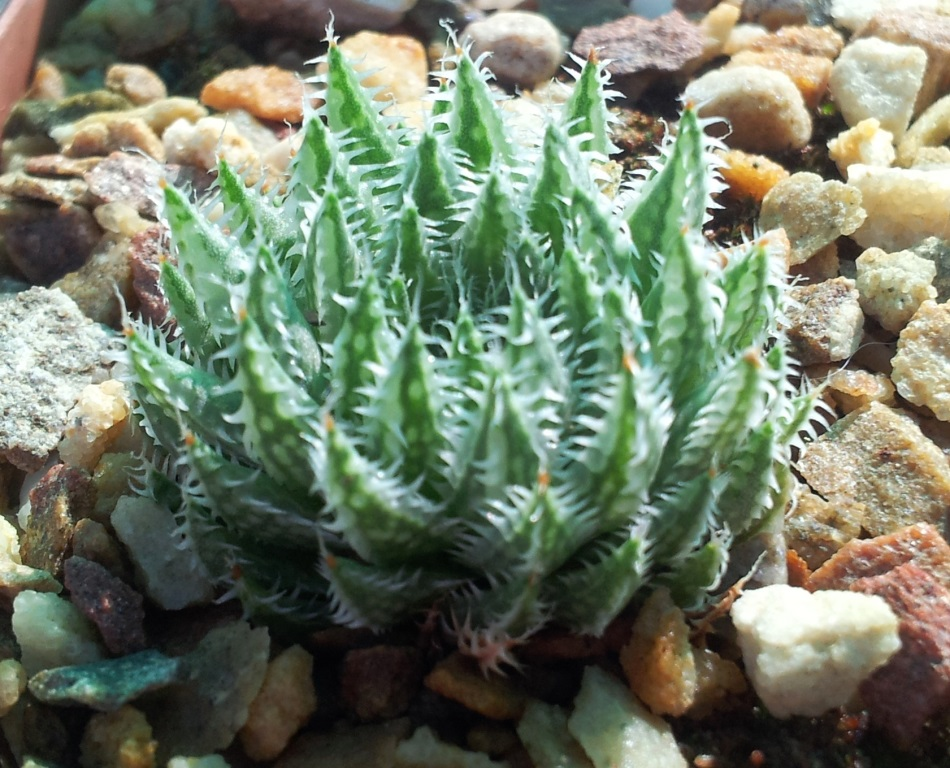
Haworthia herbacea, que mostra un distintiu color groc verdós ("herbacea") i marges i quilles espinoses.
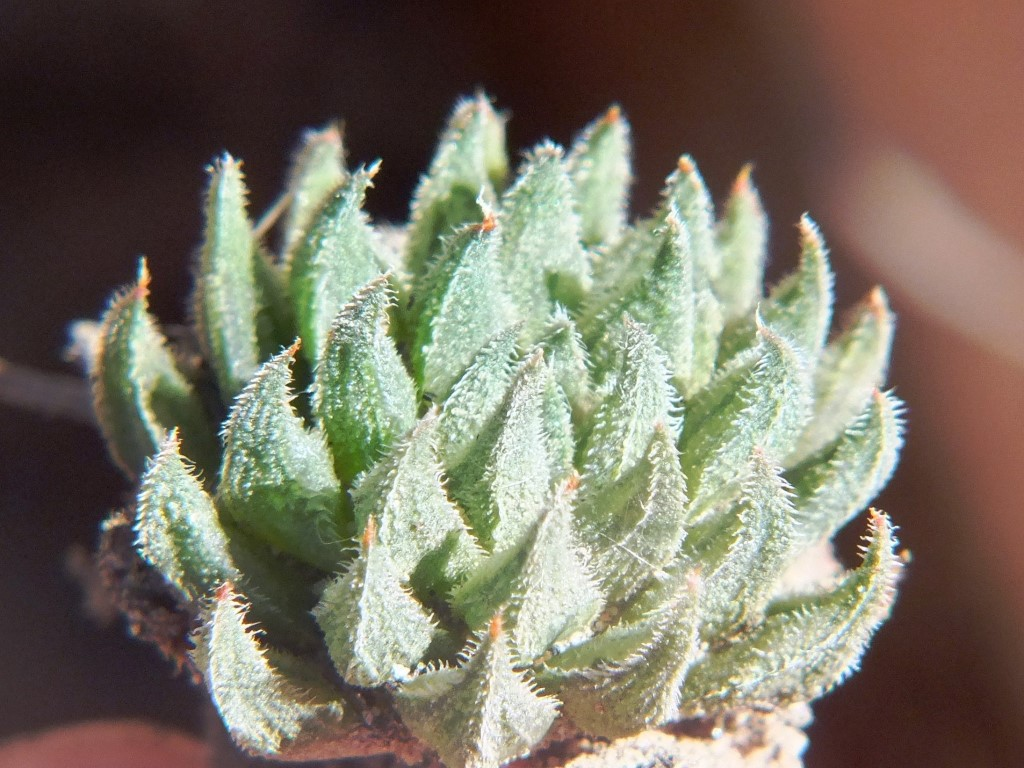
Haworthia pubescens coexisteix amb H.herbacea però és molt finament "pubescent" (cobert de pell vellutada)
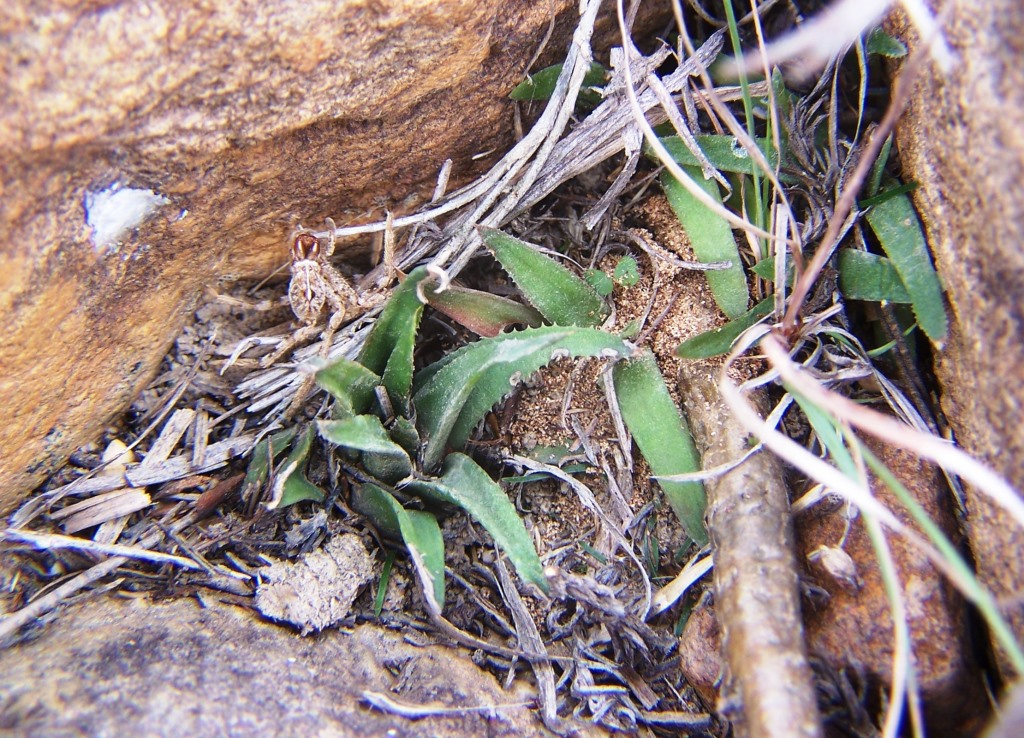
Haworthia floribunda té relativament poques fulles fosques, primes i retorçades amb els extrems arrodonits.
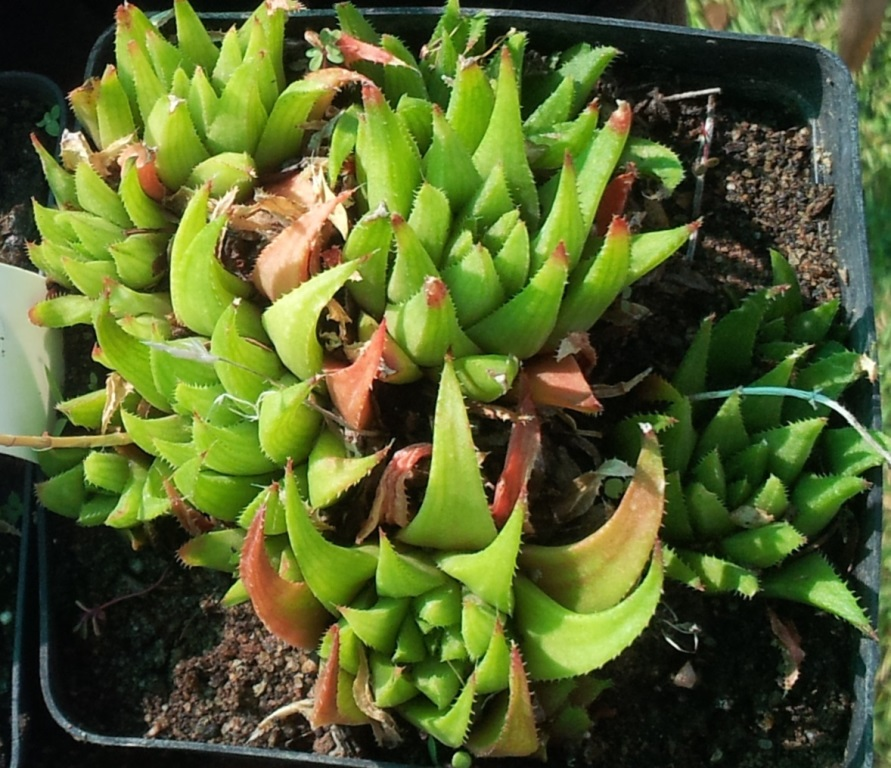
Haworthia chloracantha forma grups amb fulles primes, corbes i de color verd groguenc
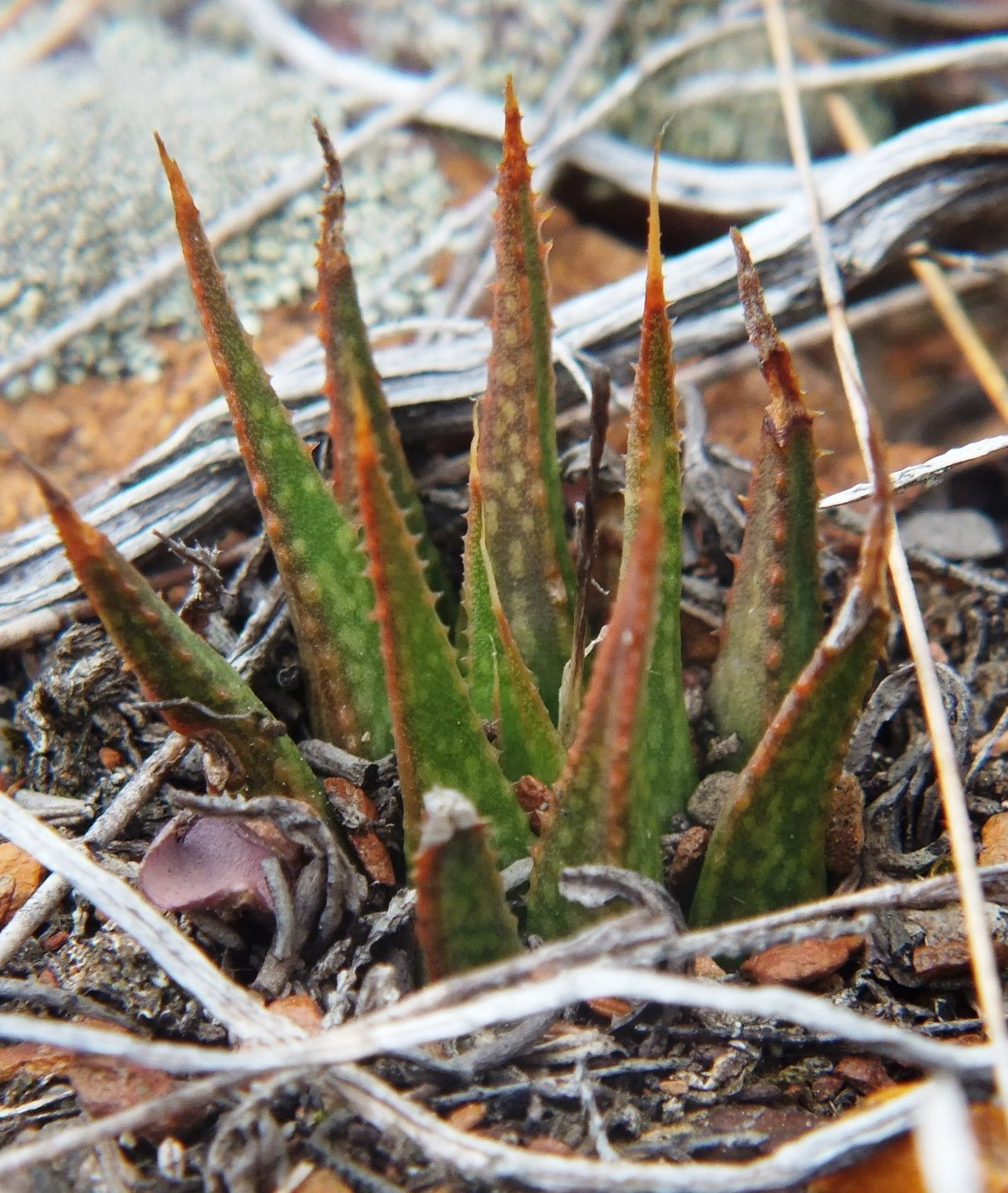
Haworthia variegata té fulles primes, rectes i erectes, amb marges d'espines atapeïdes.
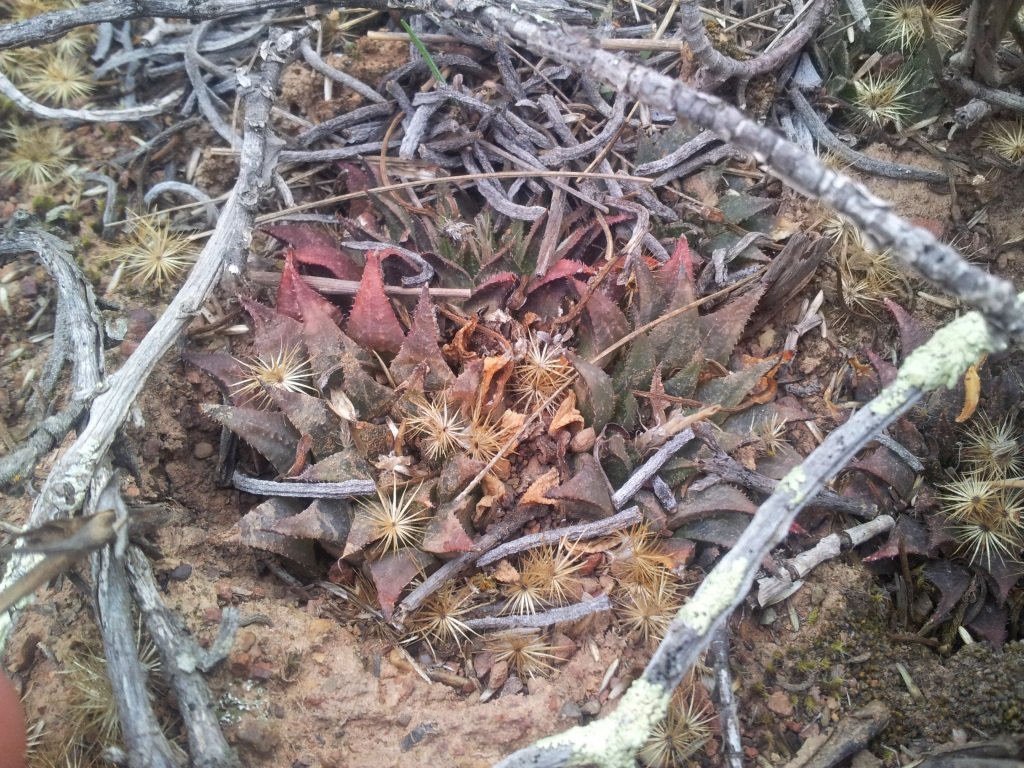
Haworthia maraisii és una petita Haworthia i de color fosc, amb fulles eriçades i retusades.
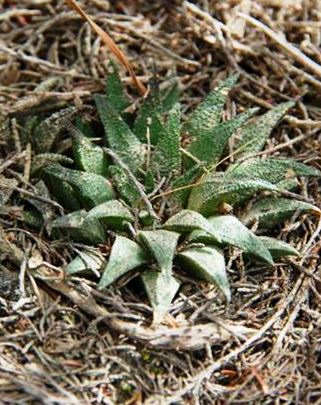
Haworthia parksiana, és l'espècie més petita de Haworthia.
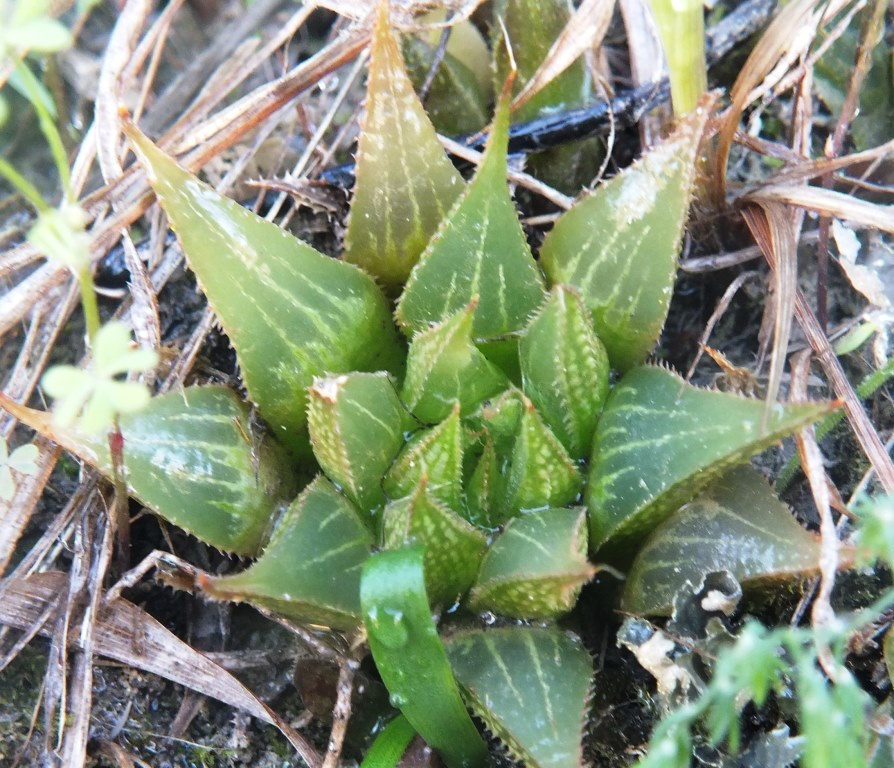
Haworthia mirabilis té les cares de les fulles translúcides i punxegudes amb espines marginals
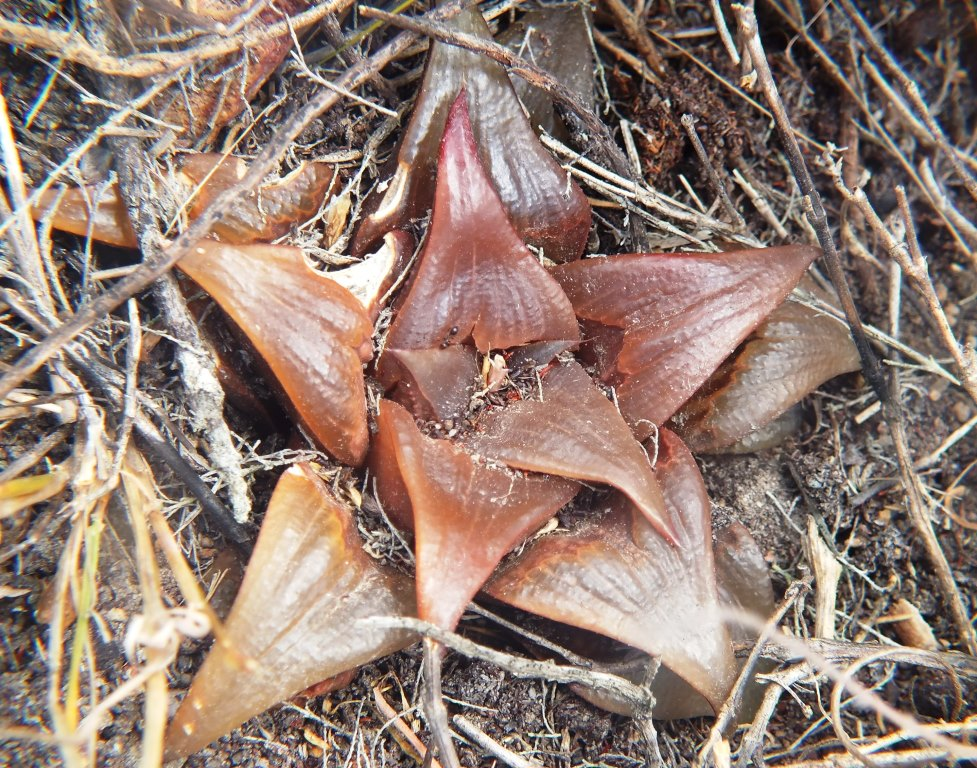
Haworthia mirabilis var. badia té les fulles de color marró vermellós atenuat
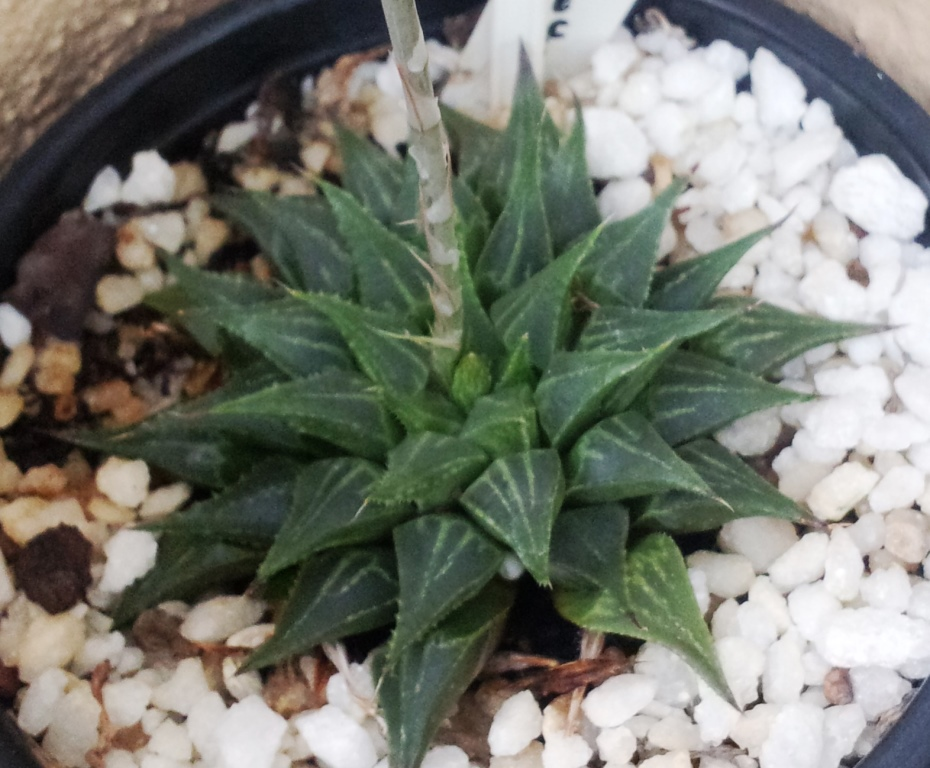
Haworthia heidelbergensis possiblement una forma de H. mirabilis, amb fulles llargues, primes i amb puntes de truges, que s'estenen més cap enfora.
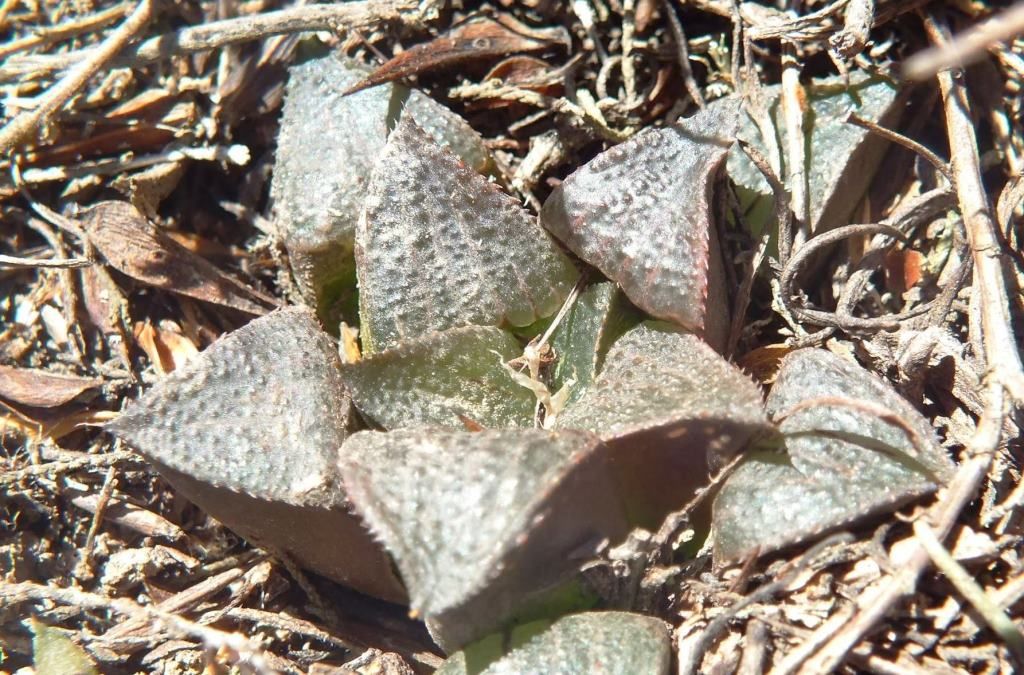
Haworthia magnifica de vegades es considera que és una forma de H. mirabilis. Es distingeix per les seves flors, però generalment té les cares de les fulles fosques, alineades, triangulars i escabroses.
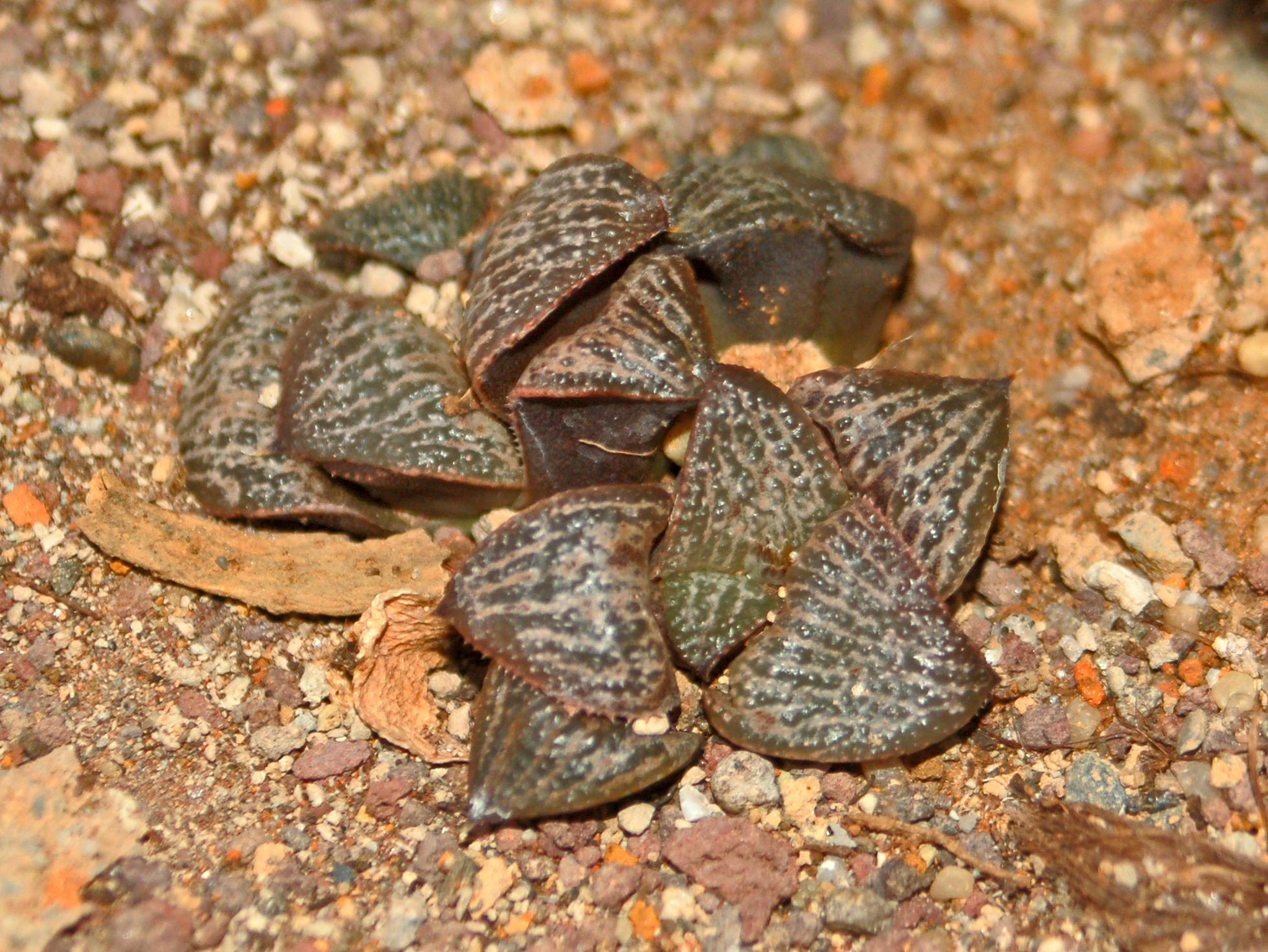
Haworthia magnifica var. splendens és una varietat particularment ornamentada amb fulles clapejades, apreciada pels horticultors com "Haworthia splendens".
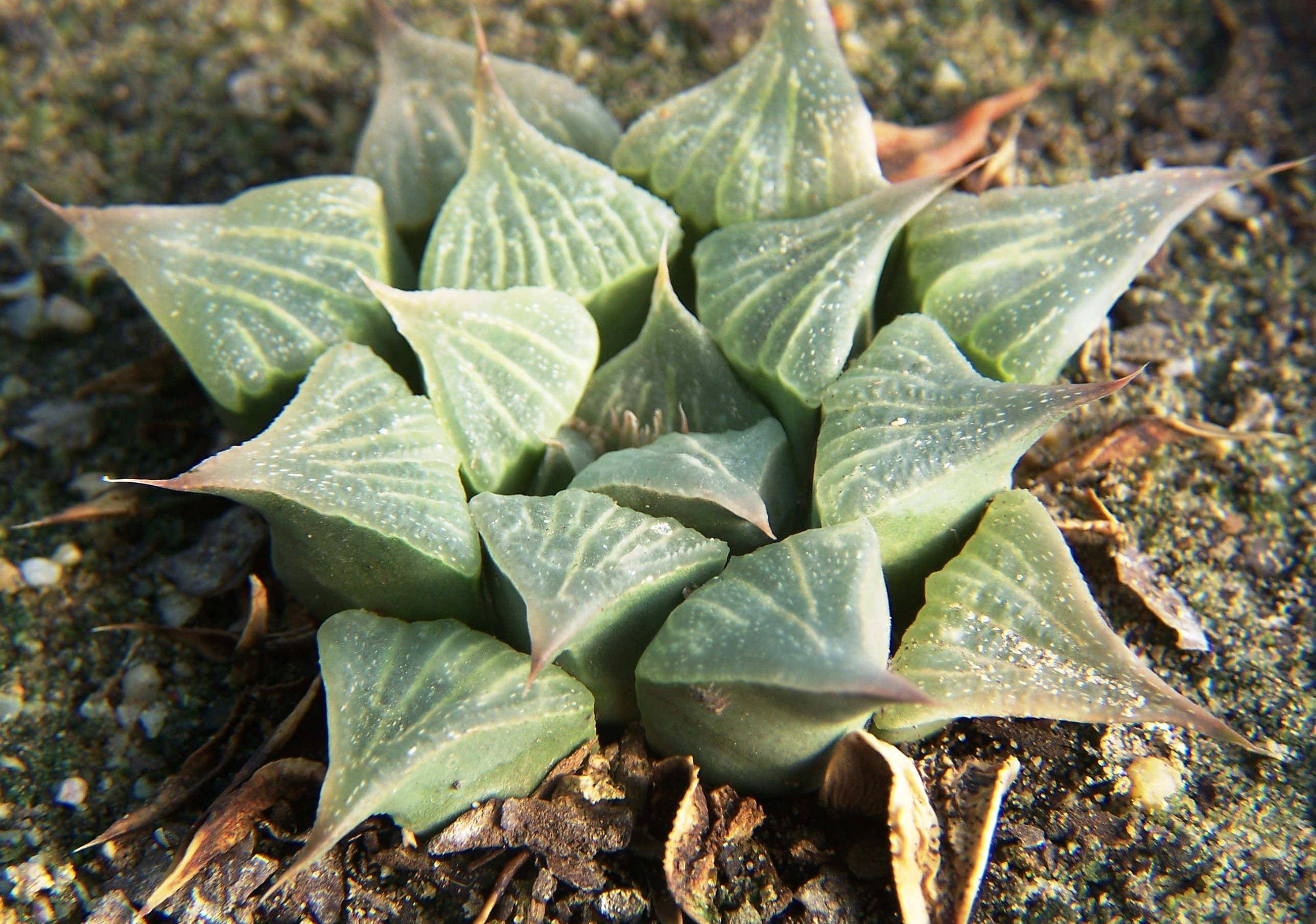
Haworthia magnifica var. acuminata té un color més clar i fulles més punxegudes "acuminades"
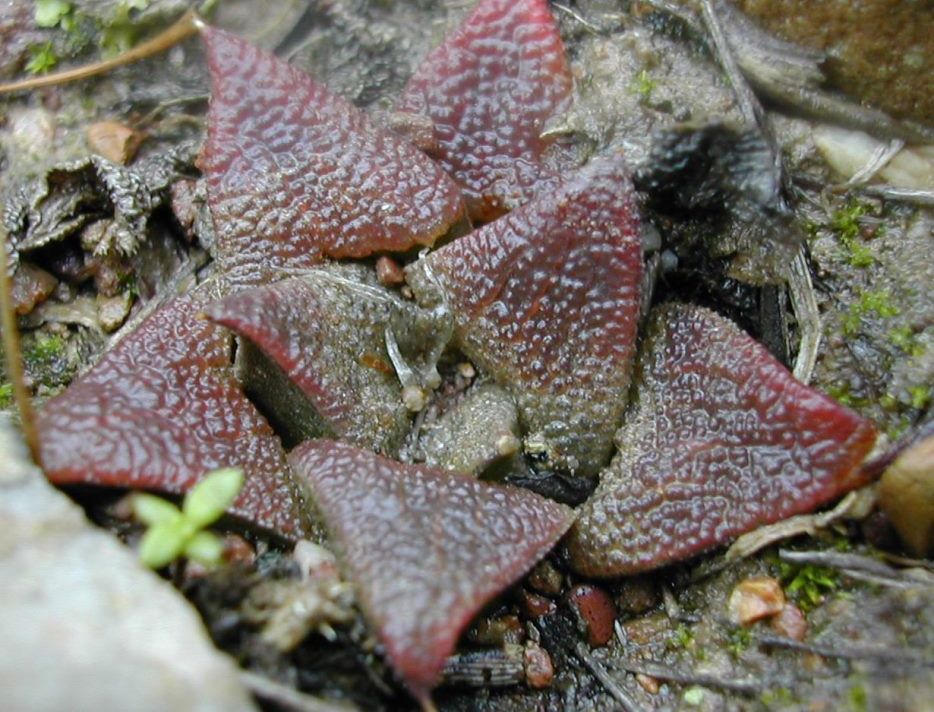
Haworthia magnifica var. atrofusca és una varietat molt fosca, de color marró vermellós i de superfície rugosa
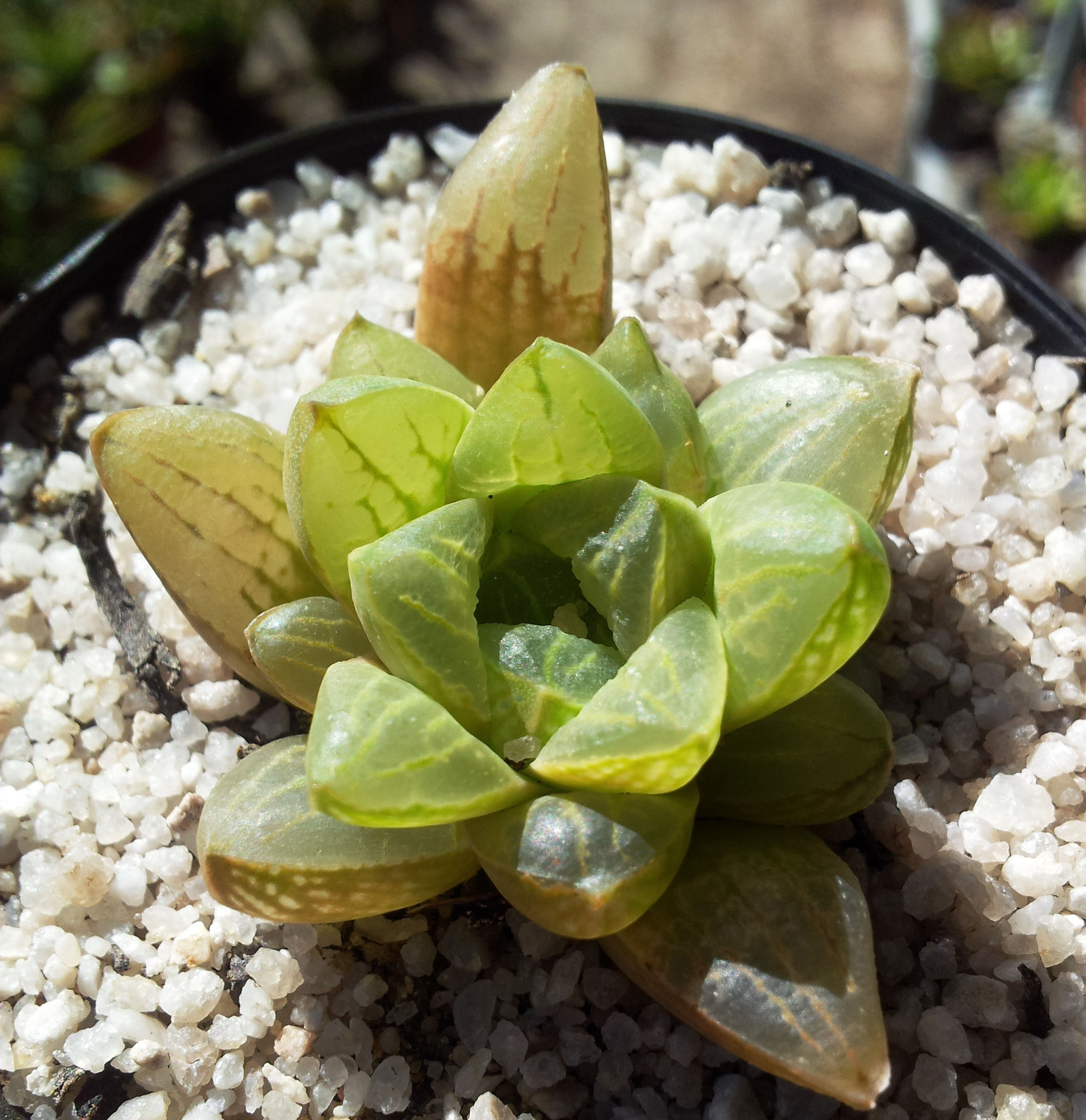
Haworthia turgida és una Haworthia compacta, agrupada, retusa, amb fulles inflades "turgents", de color verd clar
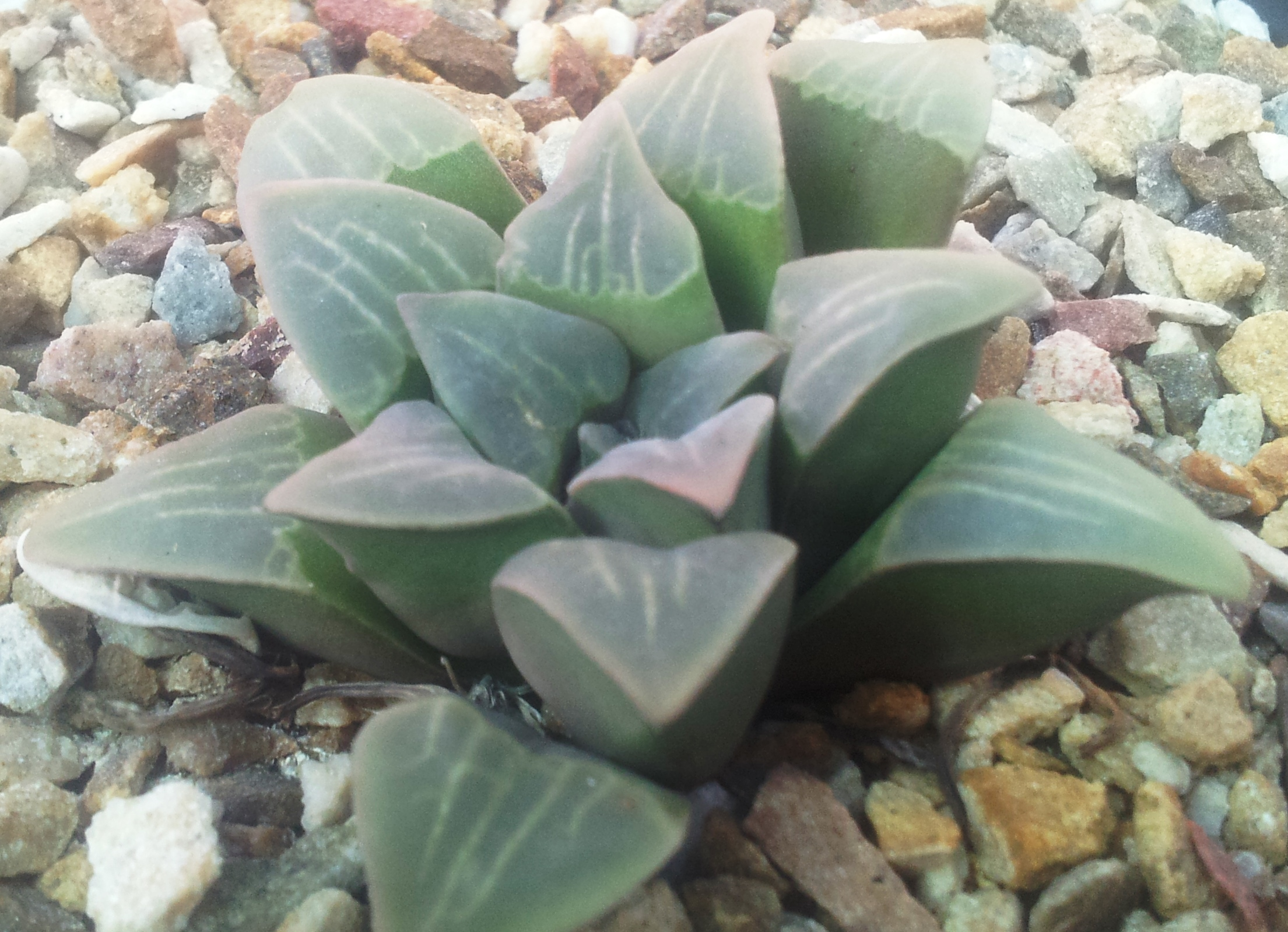
Haworthia mutica té una o dues línies i una superfície mat pàl·lida, i tèrbola, en les seves fulles compactes i lleugerament arrodonides ("mutica")
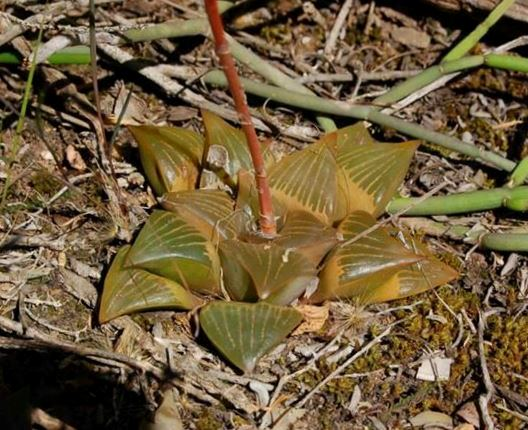
Haworthia retusa té una cara de fulla brillant reconeixible a les seves fulles retuses i un color verd clar
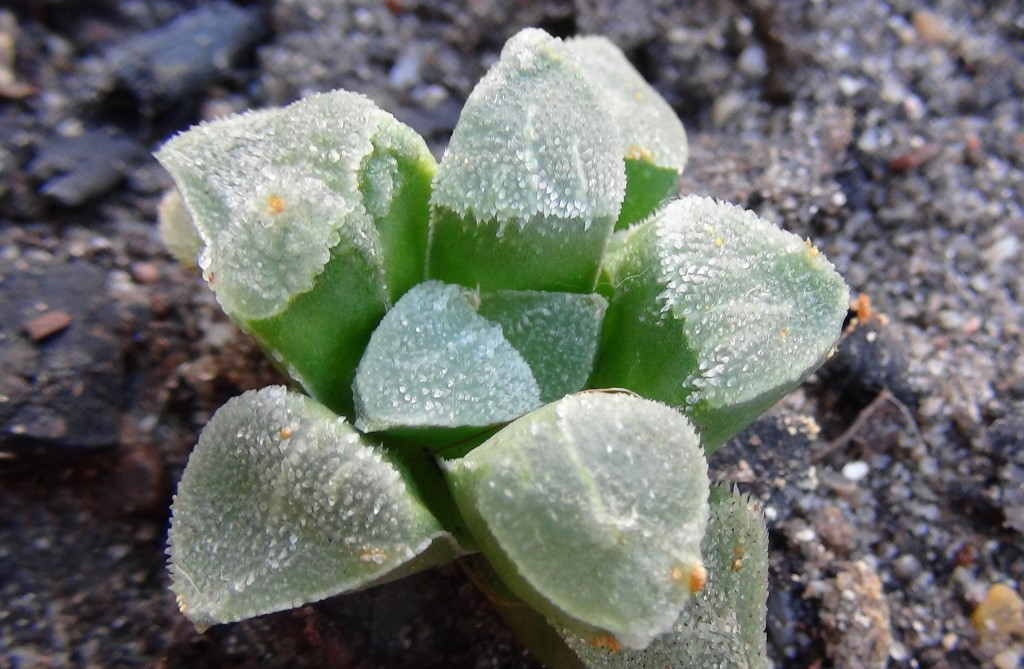
Haworthia pygmaea té superfícies de fulles planes, rugoses, escabres o papil·lades
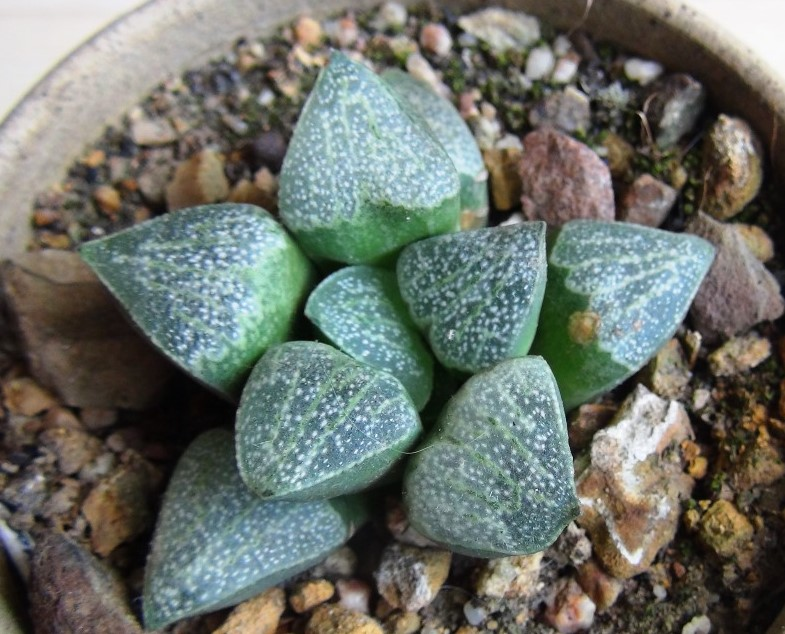
"agenteo-maculosa" és una varietat més suau de Haworthia pygmaea amb taques platejades ("argenteo maculosa")
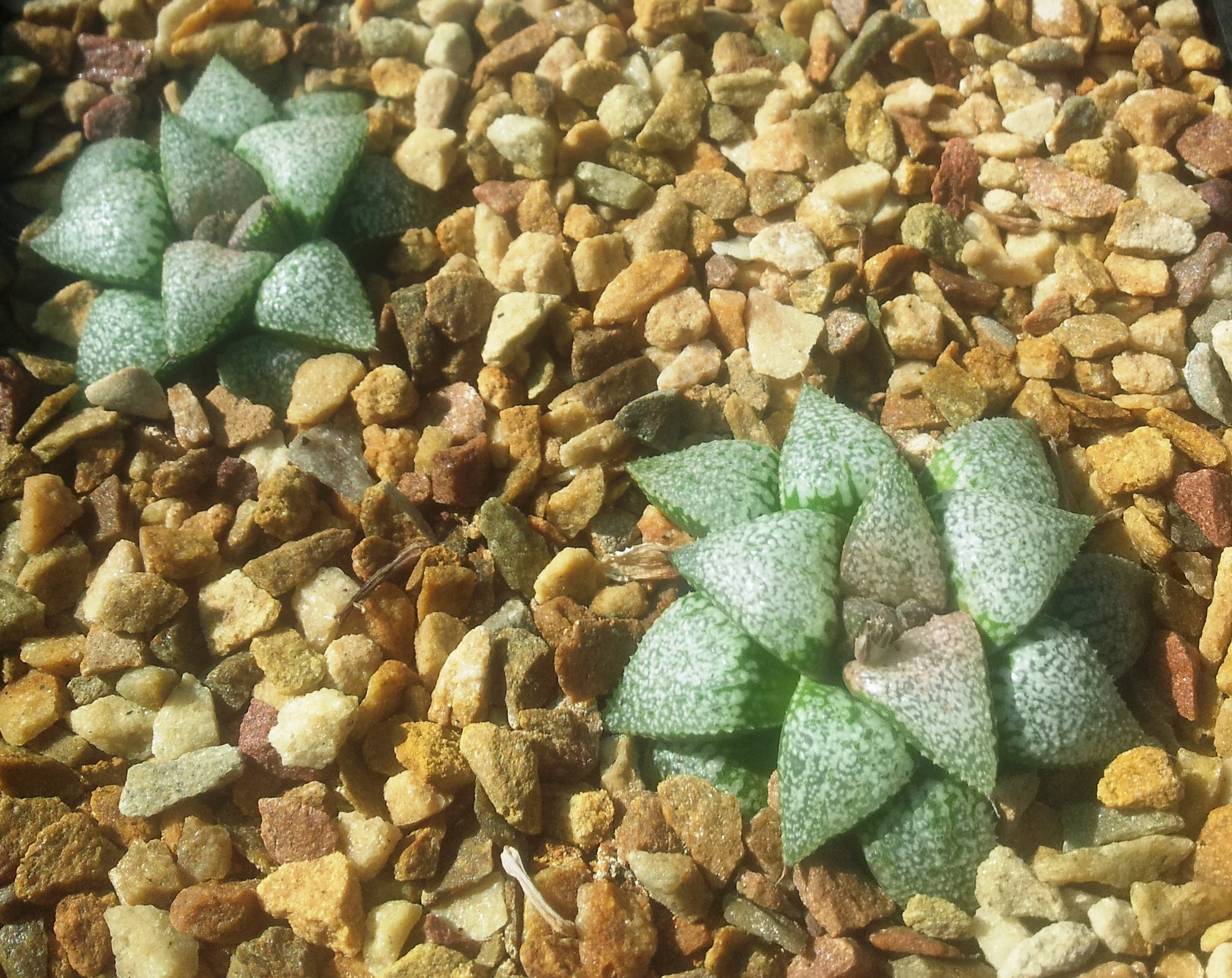
Haworthia emelyae té les fulles compactes i protuberants, sovint amb taques rosades.
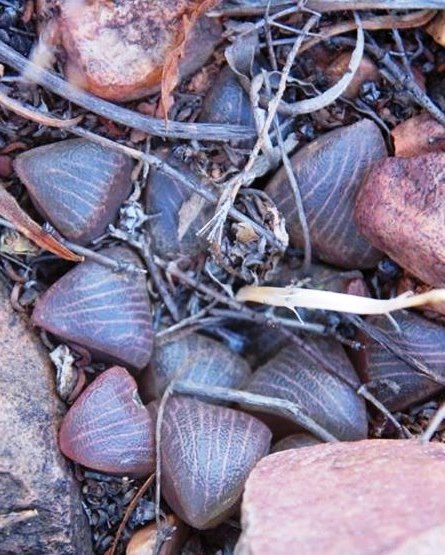
Haworthia bayeri té les fulles fosques amb les puntes de les fulles lleugerament arrodonides.
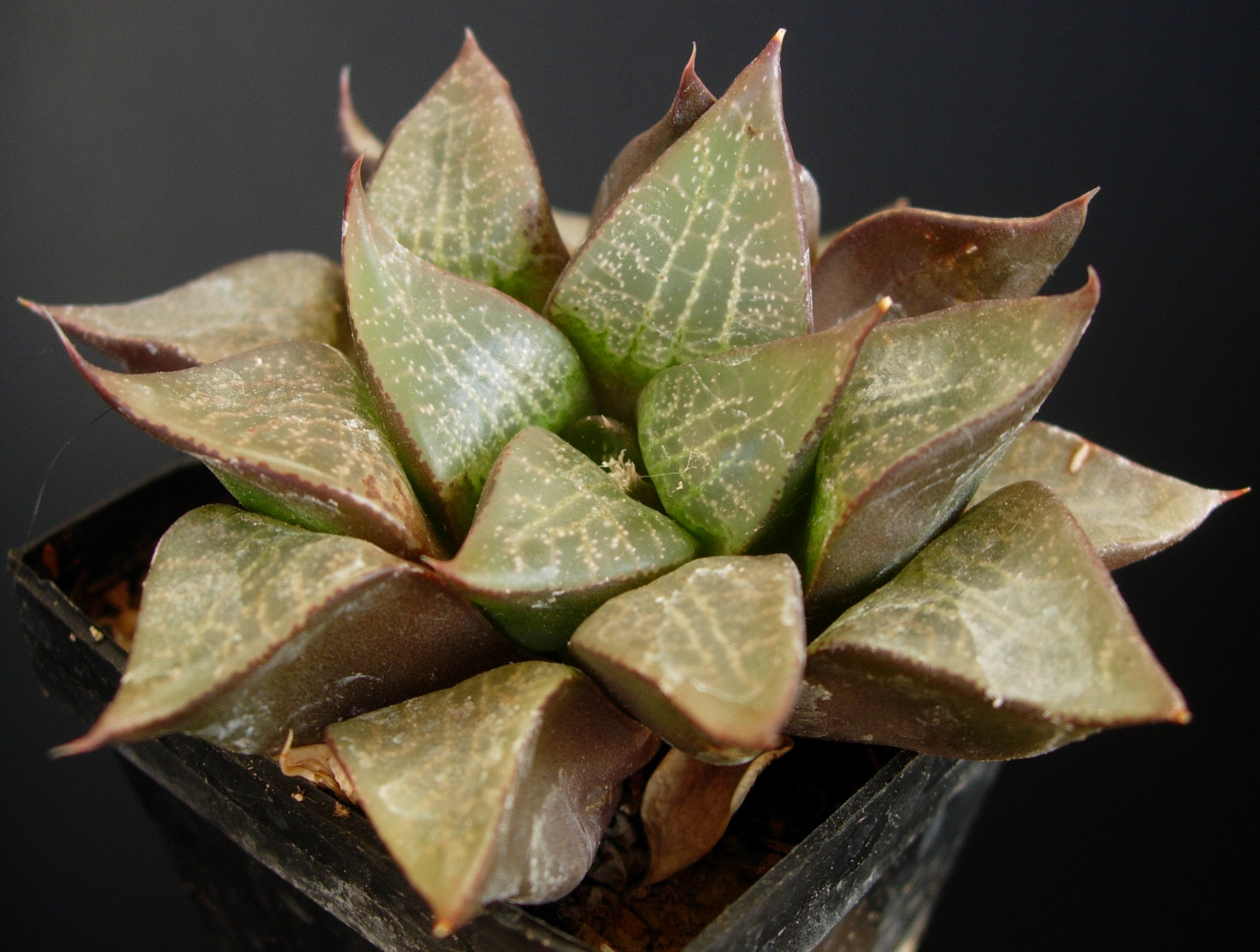
Haworthia emelyae var. comptoniana és una forma gran, de color més clar, amb un patró reticulat clar a les cares amples de les fulles
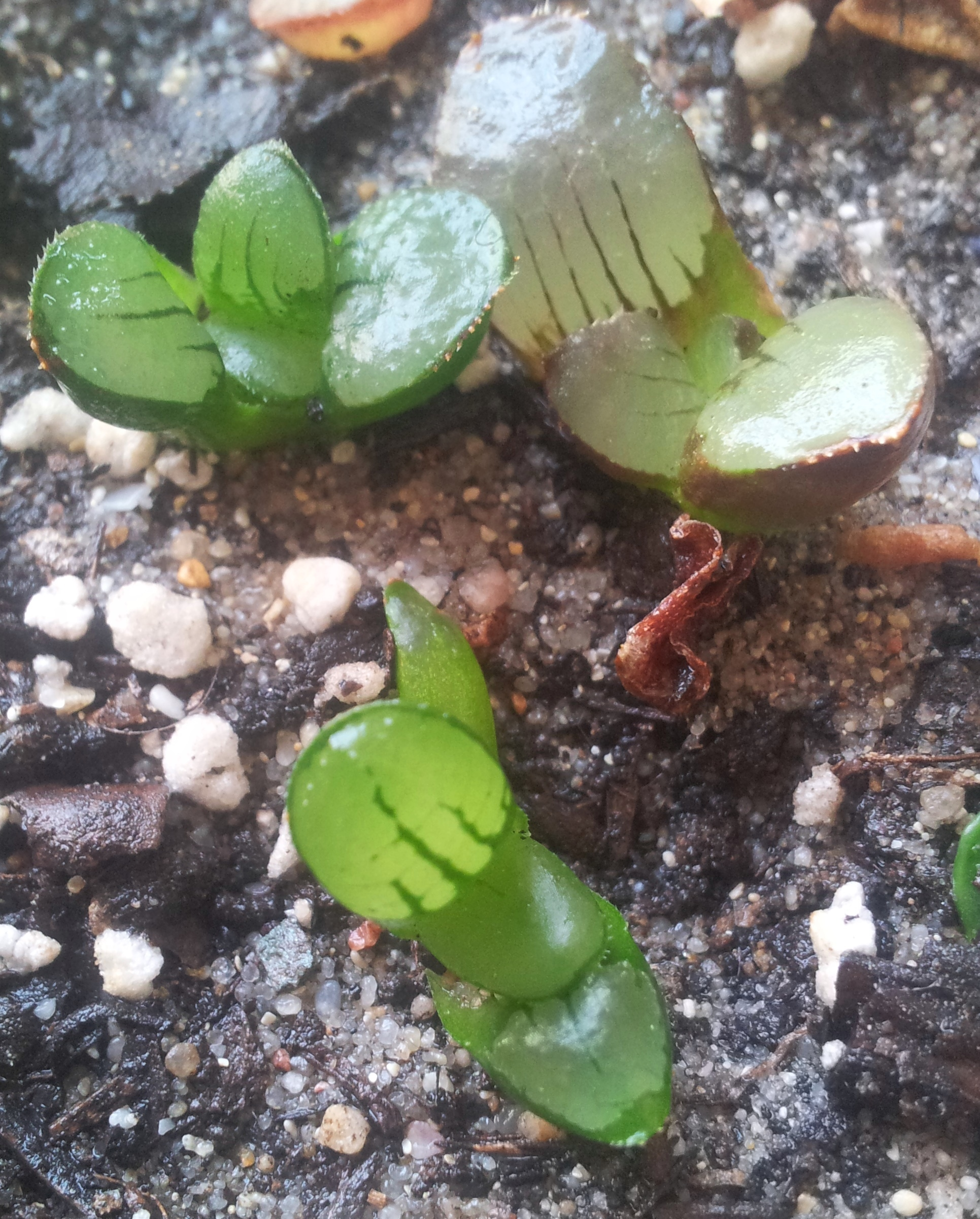
Haworthia springbokvlakensis té les cares de les fulles rodones, bombades i translúcides
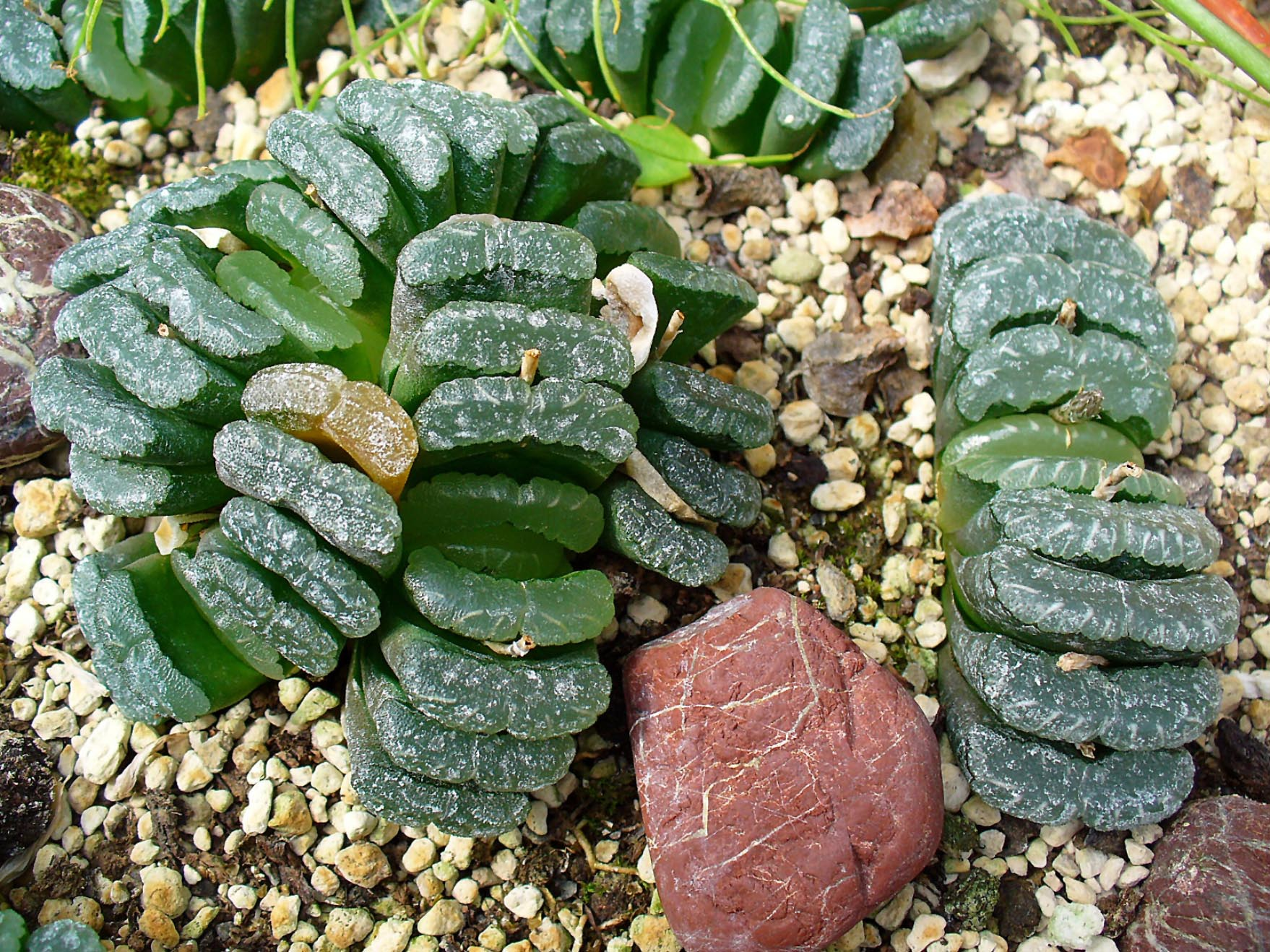
Haworthia truncata
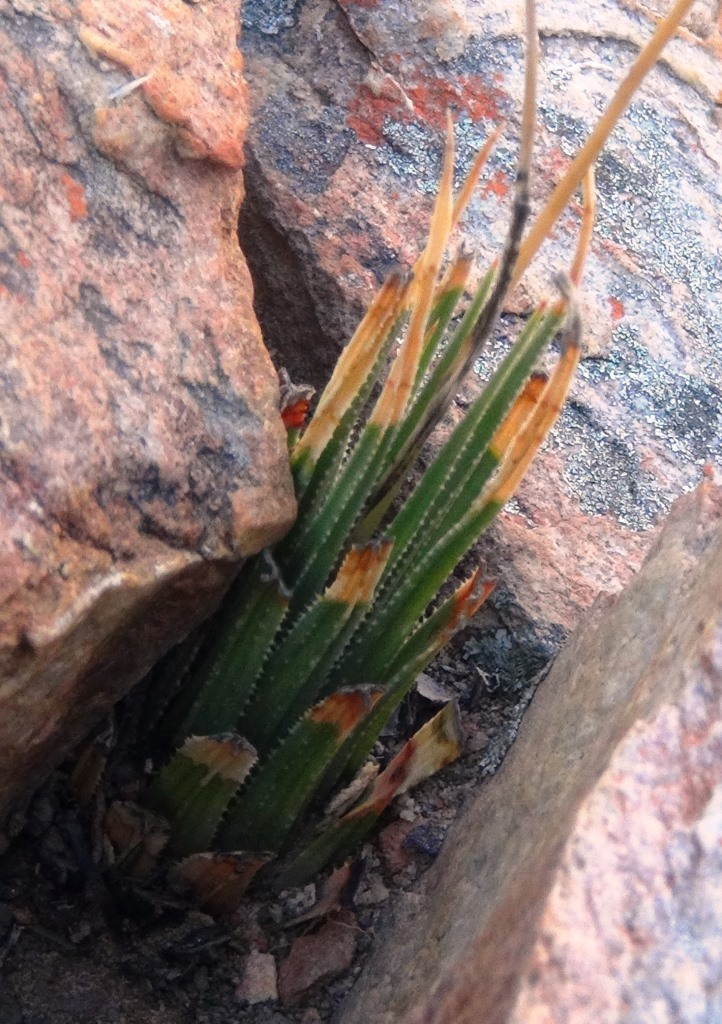
Haworthia wittebergensis que mostra les seves distintives fulles primes que semblen a truges
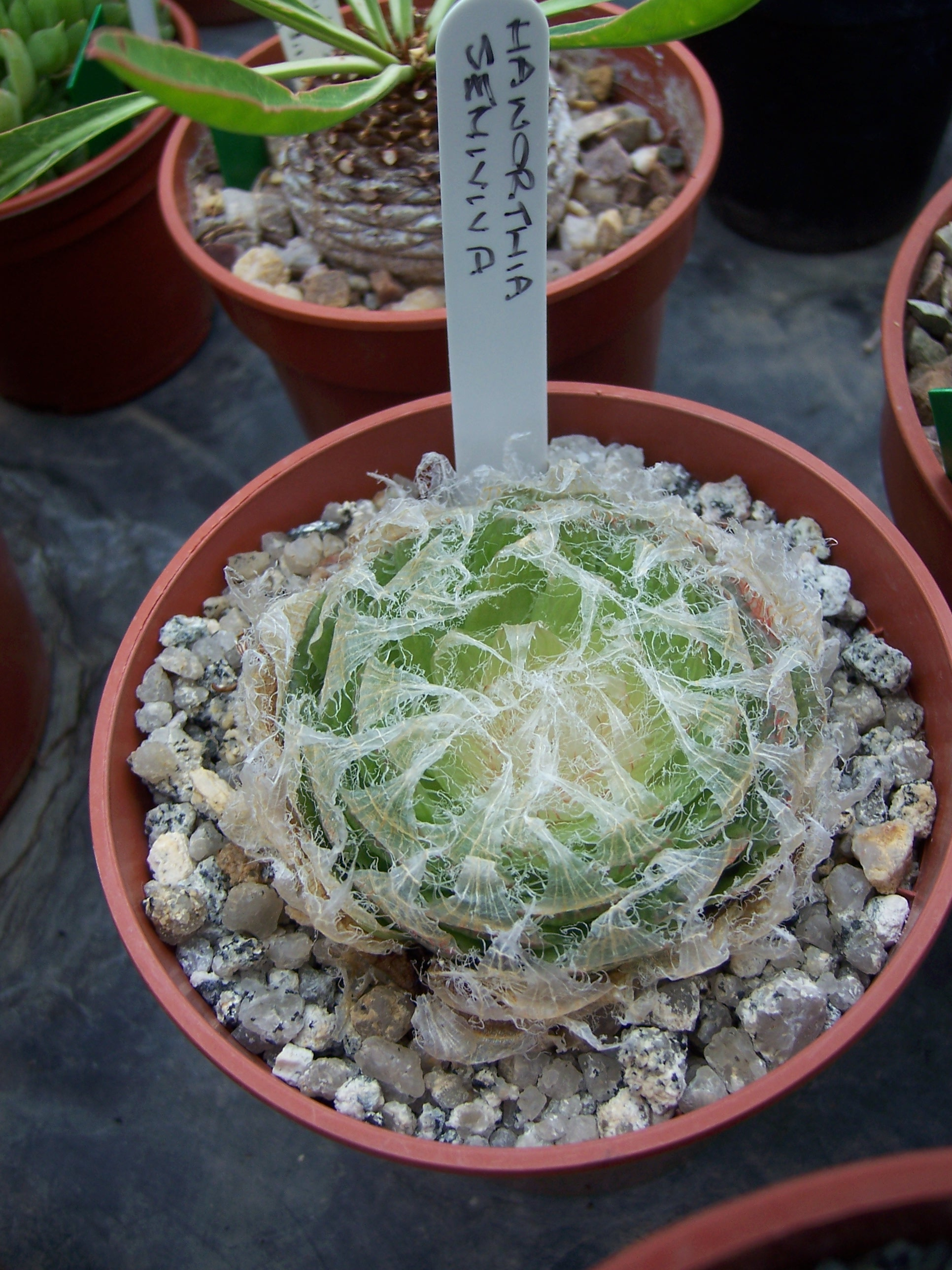
Haworthia semiviva Haworthia semiviva seca les fulles en una funda de paper durant la calor de l'estiu.
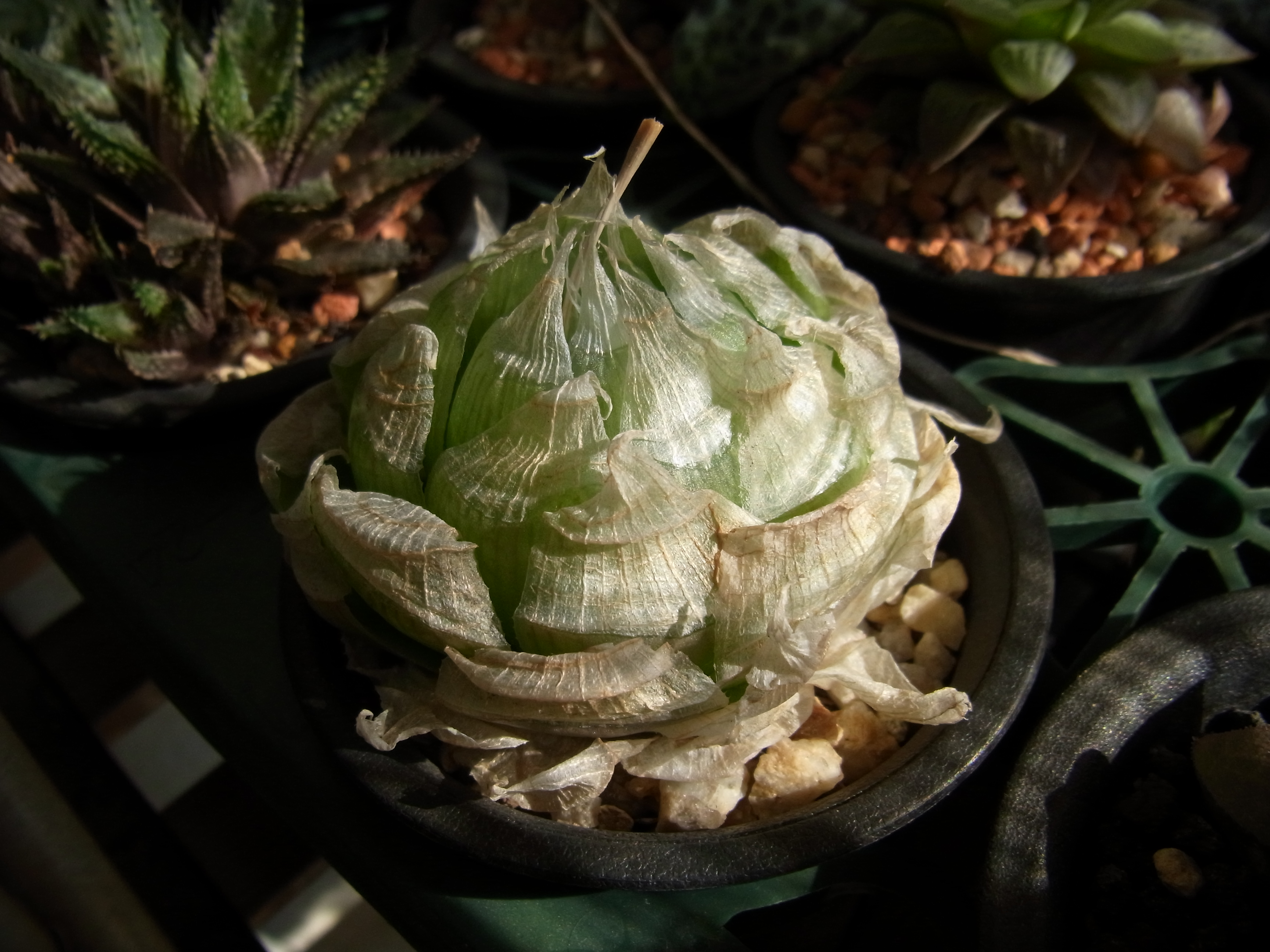
Haworthia lockwoodii seca les seves fulles en una funda de paper durant la calor de l'estiu.
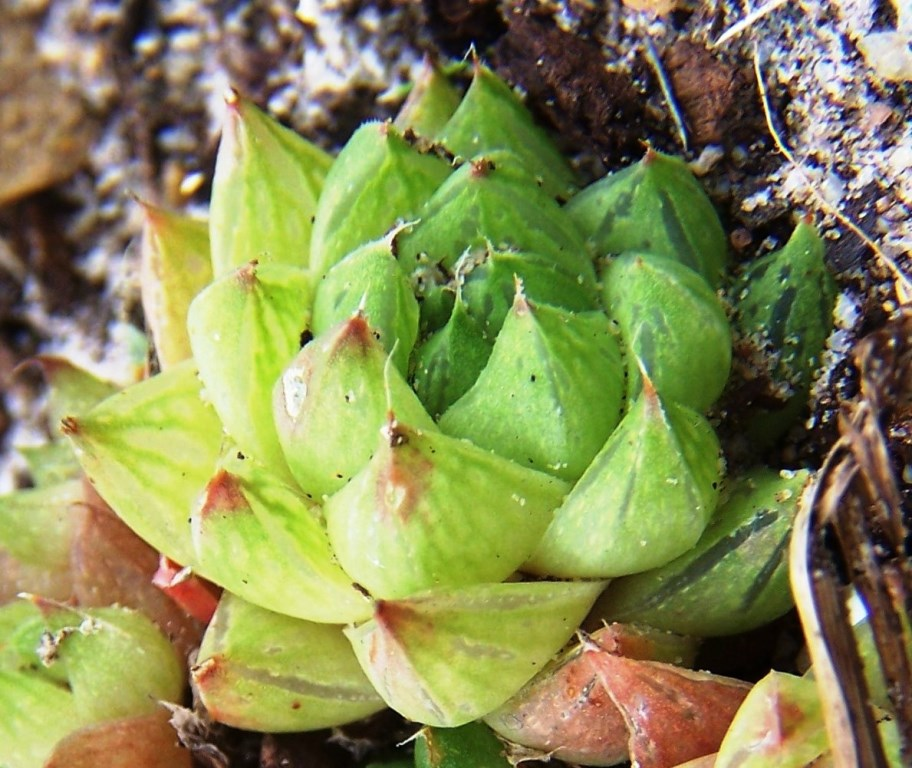
Haworthia marumiana var. redii
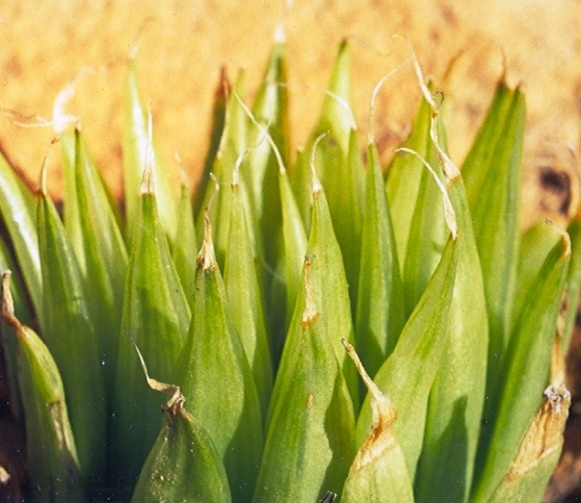
Haworthia mucronata té marges translúcids i quilles a les seves fulles suaus i punxegudes ("mucronades").
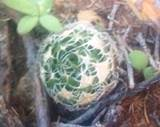
Haworthia decipiens té fulles de color verd clar, amples, planes i semitranslúcides, amb unes truges prodigioses als marges (menys a les cares inferiors de les fulles)
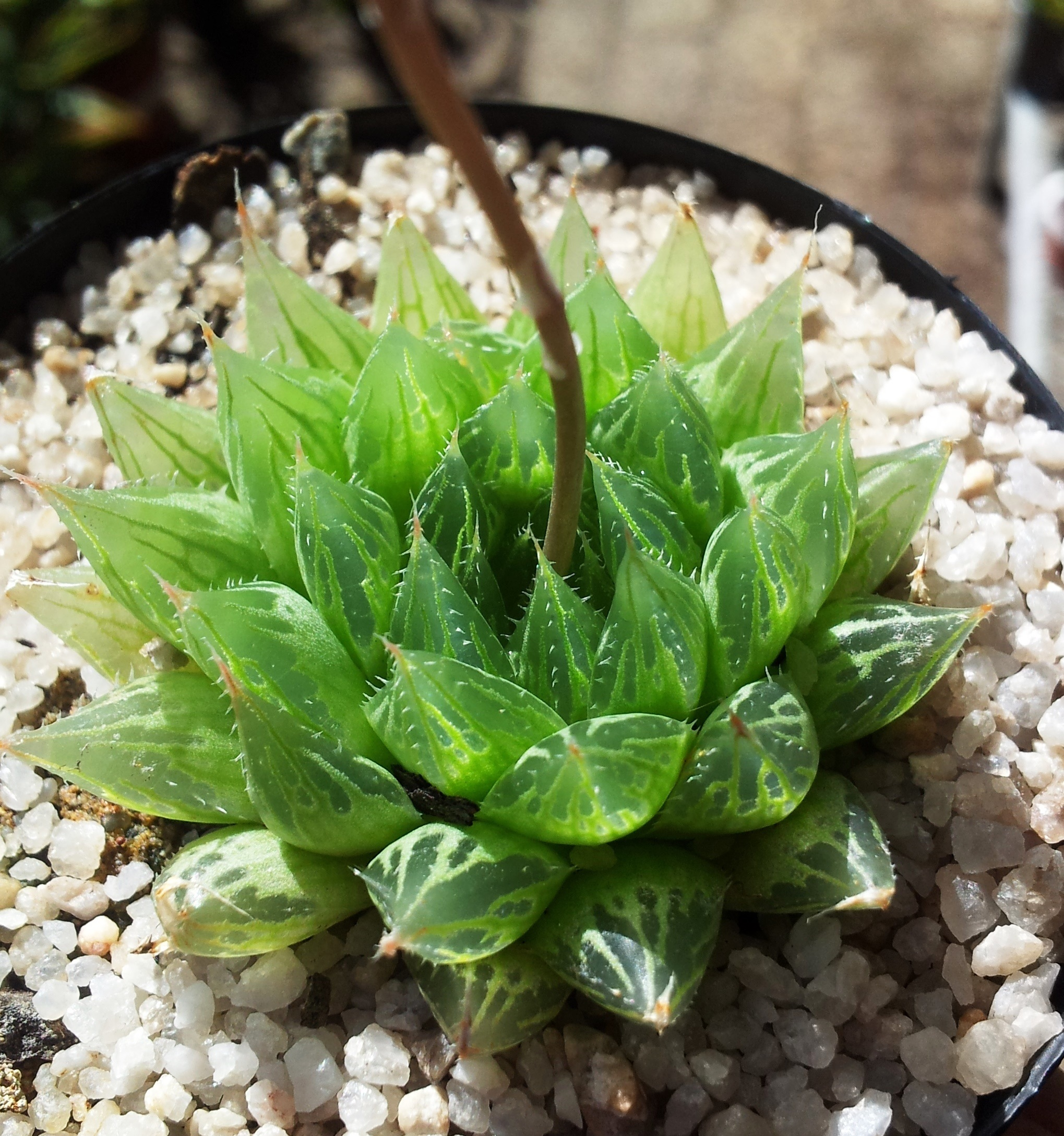
Haworthia cooperi (mostra panells translúcids de "finestra" a la punta de les seves fulles)
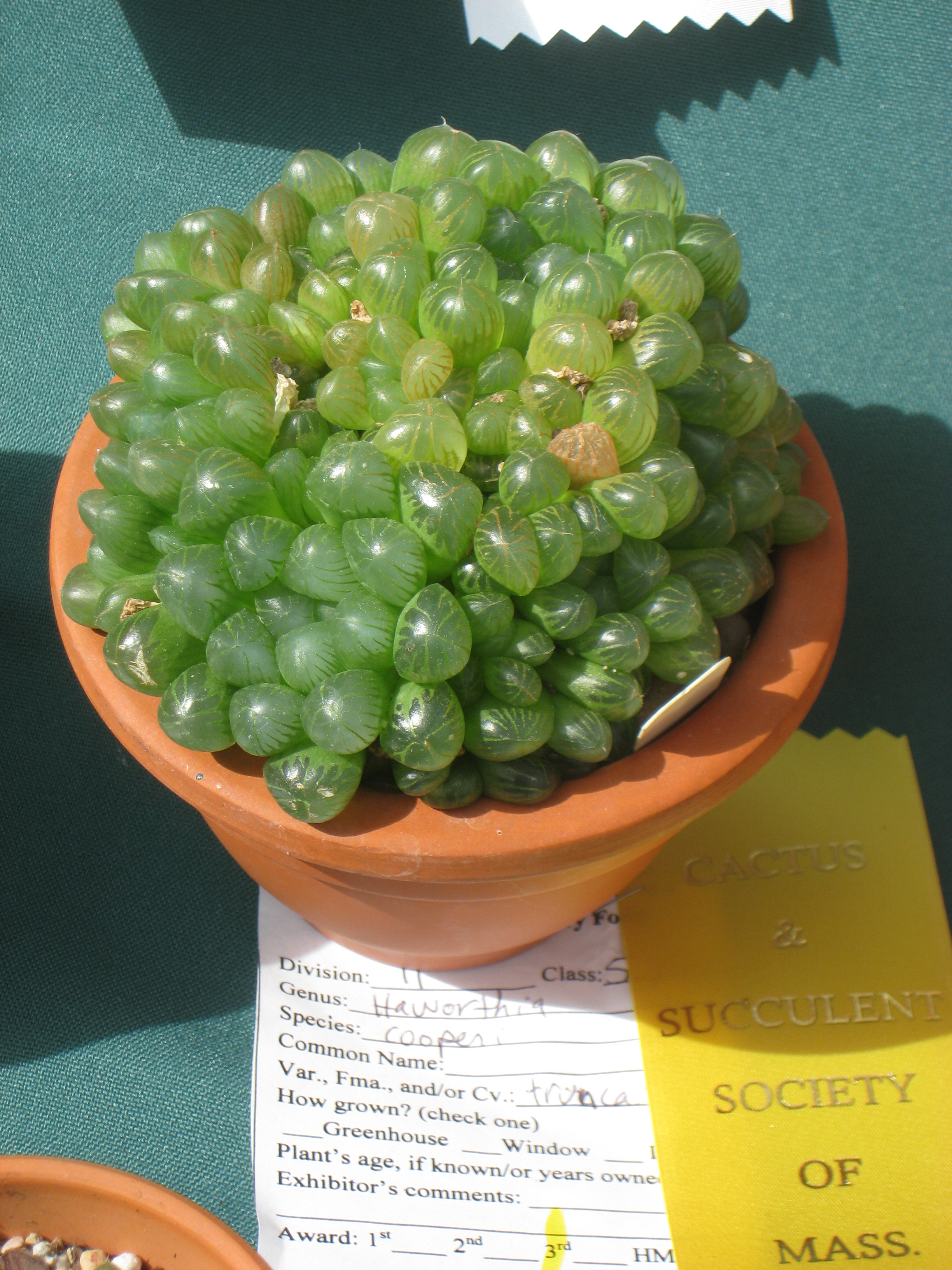
Una forma arrodonida extrema de Haworthia cooperi
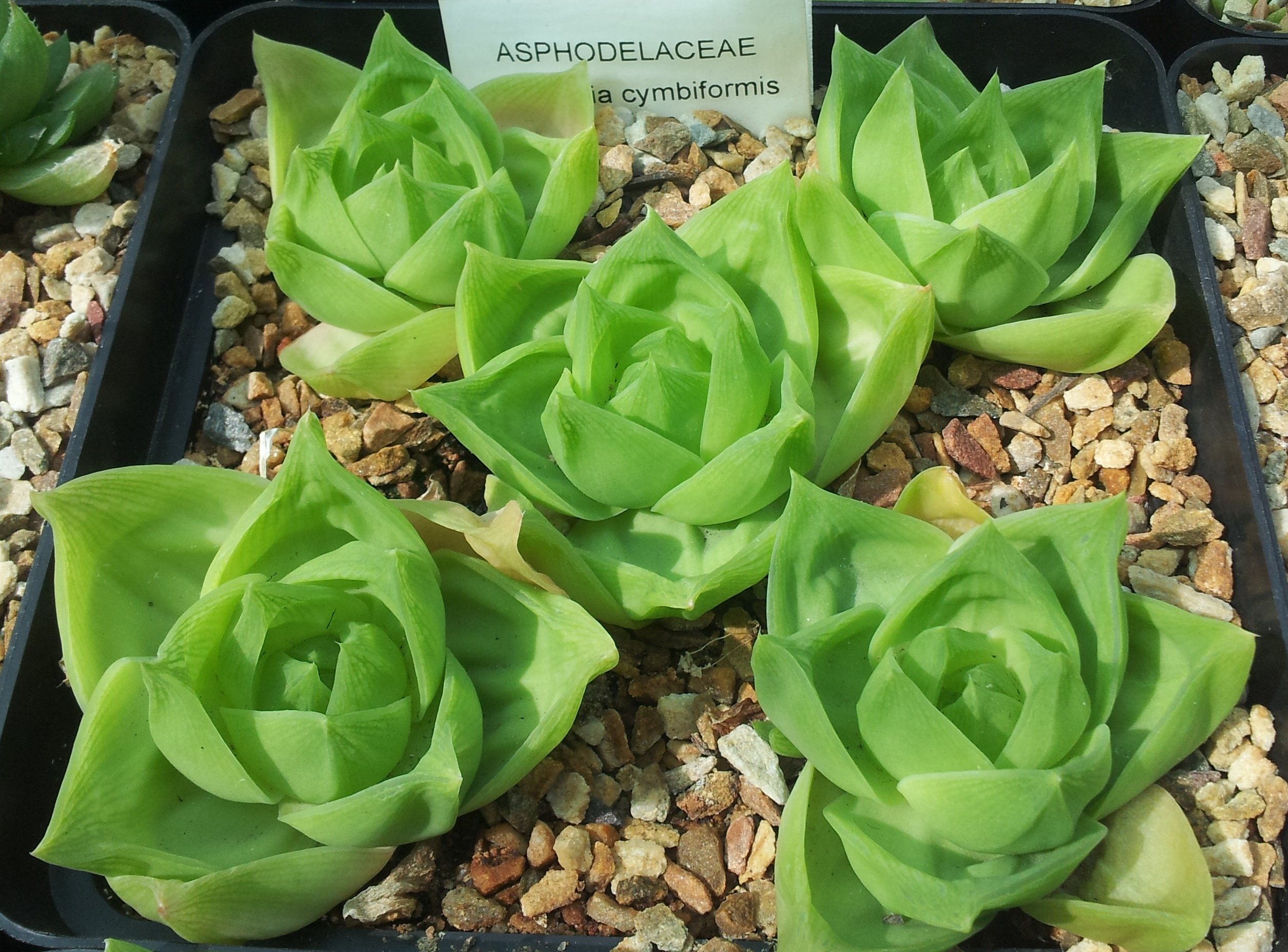
Haworthia cymbiformis té fulles de color verd clar, uniformes, en forma de barca ("cymbiformis" = "amb forma de barca")
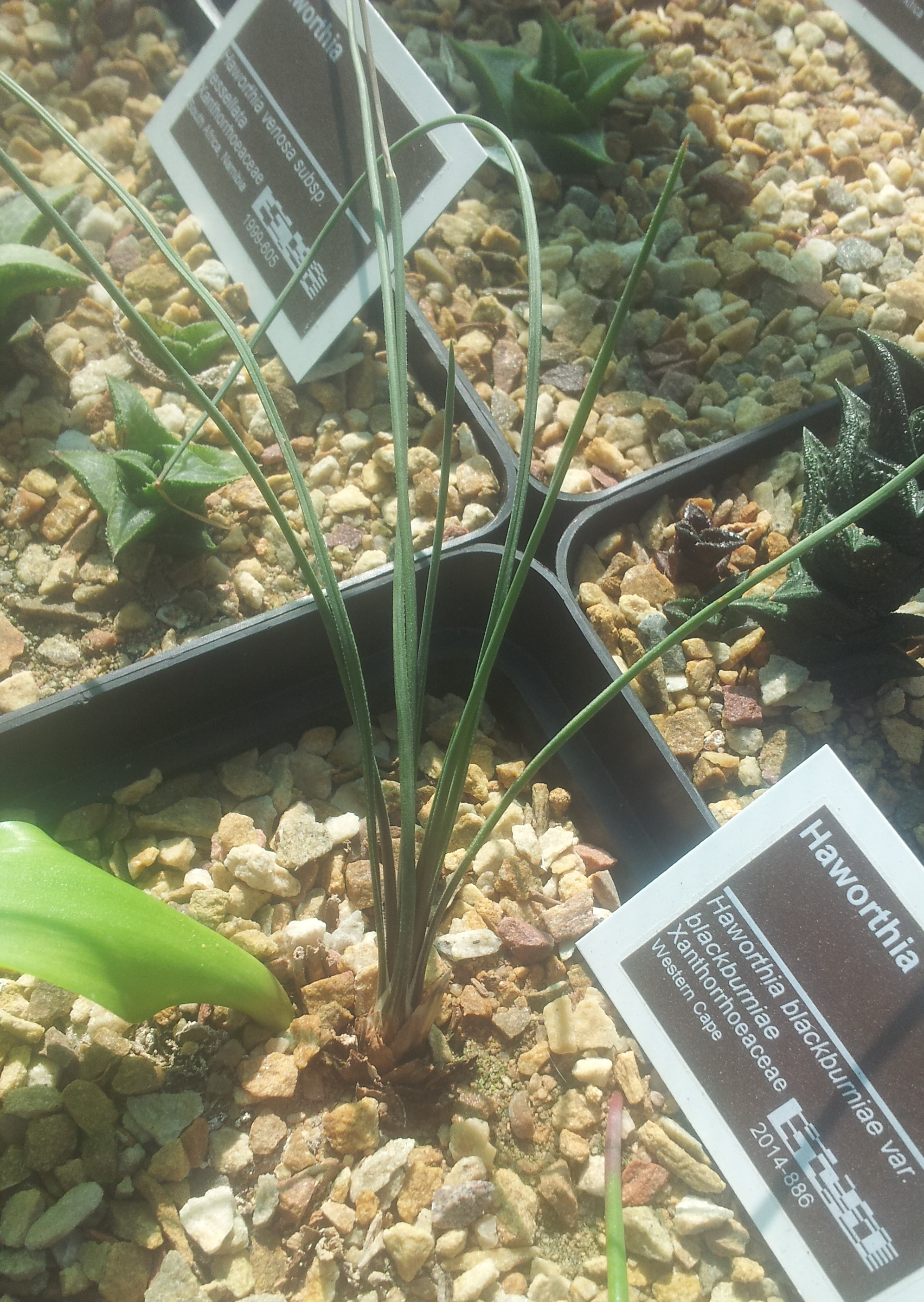
Haworthia blackburniae és una espècie prima, semblant a l'herba